# はとバス
株式会社はとバス（英: Hato Bus Co., Ltd.）は、東京都内・神奈川県内で定期観光バスおよび貸切バスを運行している会社である。2003年度からは都営バスの一部営業所の運行受託を行っている（後述）。

## 概要
1948年8月、新日本観光株式会社として設立され、1949年3月に東京都から遊覧バス事業を譲渡された。現在の社名に改称されたのは1963年。その後数回にわたり東京都が出資し、現在、はとバスの資本金の37.9%を東京都が出資している。本社は東京都大田区平和島5丁目4-1。
運輸業である定期観光バス事業・貸切観光バス事業と、旅行業である企画バスツアー事業を主力事業とする。さらに、2003年4月より東京都内の都営バスの一部の業務受託も行っており、時を同じくして神奈川県内にも路線（定期観光を含む）・貸切の事業範囲が拡大されている。
大阪で「大阪はとバス」の愛称を持っていた緑風観光とは、資本を含めて関係が一切ない。大分県別府市にある「別府はとバス」は社名の類似性を理由に（東京）はとバスが訴訟を起こし、2011年11月1日に別府側が社名を変更することと和解金を支払うことで和解が成立し、のちに「別府観光バス」に社名を変更した。なお、株式会社はとバスは、「はとバス」について、「バスによる輸送」等を指定役務とした商標登録を受けている。

## 沿革

### 前史
東京で初めて定期遊覧乗合バスが運行されたのは、1925年（大正14年）12月15日、上野を起点として日比谷公園・銀座通り・愛宕山・明治神宮などを遊覧するバスが東京遊覧乗合自動車により運行開始されたものに端を発する。これは純然たる路線バス扱いであり、途中の下車観光地から乗車した場合の運賃も定められていた。しかし、東京遊覧乗合自動車は経営基盤が脆弱であったため、事業縮小を余儀なくされ、1926年（大正15年）6月17日に、大株主であった東京乗合自動車に路線を譲渡した。東京乗合自動車はその車体色から「青バス」と呼ばれる愛称で親しまれていたが、この遊覧路線に使用される車両については黄色い車体とされた。
昭和に入ると、遊覧自動車事業（貸切バス）は好調となり、東京乗合自動車でも1933年（昭和8年）5月にはジャパン・ツーリスト・ビューローと提携し、日本では初めての貸切バス長距離運行となる「東海道五十三次遊覧自動車の旅」を催行した。さらに、1937年（昭和12年）4月1日より、新橋駅を拠点として日比谷のコーヒーホールや浅草六区、吉原遊廓を周遊する夜出発の遊覧バス運行を試みるなど、意欲的な試みが目立った。1938年（昭和13年）4月1日に東京乗合自動車が東京地下鉄道に吸収合併された後も、遊覧自動車事業の展開は進められたが、戦時色が濃くなる中、1940年（昭和15年）9月18日に警視庁から遊覧バス一時休止の指示が出たことにより、東京における第二次世界大戦前の遊覧自動車事業は終了を余儀なくされた。またその後、1941年（昭和16年）の陸上交通事業調整法の制定により、東京地下鉄道の地下鉄事業は帝都高速度交通営団（営団地下鉄）に統合、バス事業も1942年（昭和17年）に東京市電気局（後の東京都交通局・都営バス）に買収された。このことにより、営業休止状態であった遊覧自動車事業も、他のバス事業同様、東京都に移管されることになった。

### 戦後の創業期

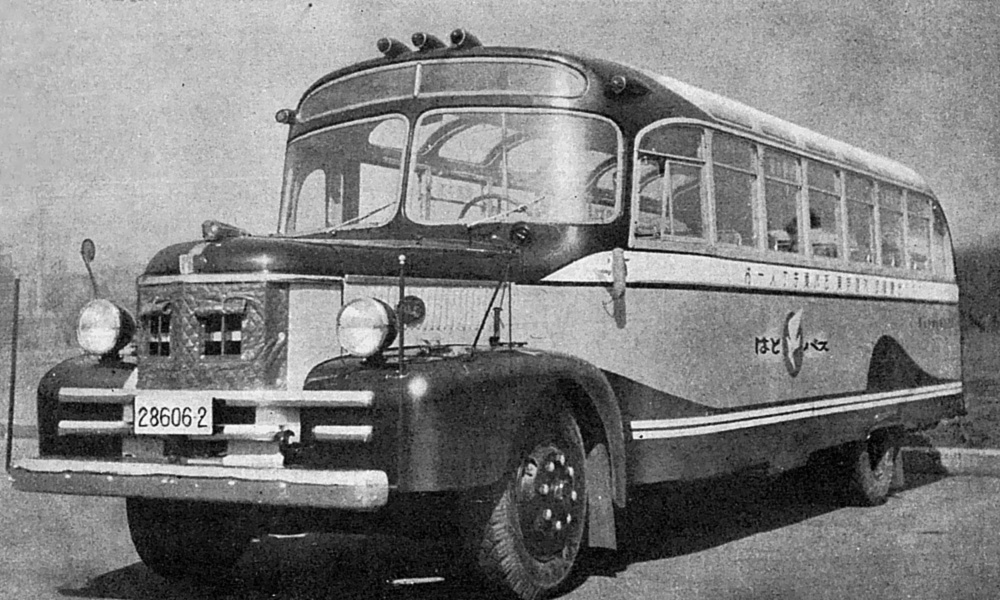
初期のはとバス（1952年）

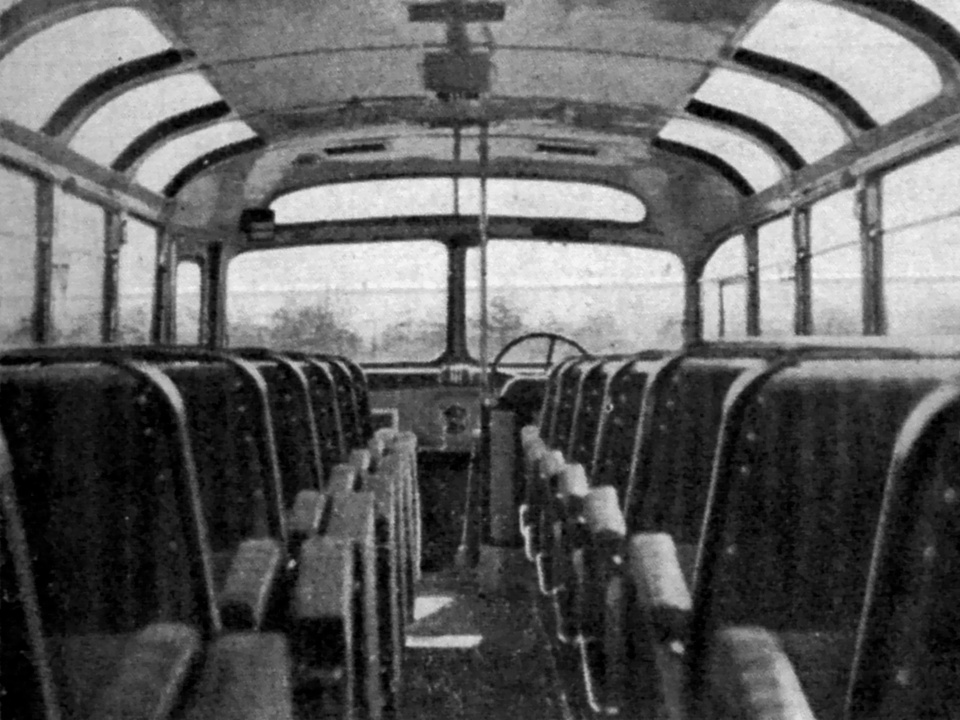
初期のはとバス車内

街終戦後、荒廃した東京に遊覧バスを再度運行するために、1946年（昭和21年）3月27日に「日本観光株式会社」が設立された。しかし、市民の関心は終戦後の混乱で切迫した日常生活に追われている状態で、既存のバス事業者も休止されていた路線を再開することに専念している状態であり、監督官庁の理解を得るには時期尚早という状態であった。それでも陳情を続けた結果、1948年（昭和23年）には、東京都交通局より路線バス・貸切バスの事業権と車両6台の譲渡を受けた。この時、東京都からは「多方面からの支援や協力を得るためには、新会社を設立することが望ましい」という方針が示されたことから、東京都の元次長であった町村金五を初代社長に迎え、1948年8月14日に「新日本観光株式会社」が設立され、本社は上野に、車庫は中野に設けられた（のちに文京区指ヶ谷町にも設置）。創業時の事業内容は団体貸切バスのみで、1949年（昭和24年）1月1日に成田山新勝寺初詣のバスを運行したものが最初である。その後、三浦半島・箱根方面へも営業エリアを拡大してゆくことになるが、代用燃料車両は性能が悪い上に信頼性も低く、故障が頻発したという。
続いて、同社本来の事業である定期観光バスの運行開始を急いだが、当初の申請にある東京駅発・新宿駅発の1日遊覧コース計画は、当時の燃料事情や車両事情において計画通りの運行は困難とみなされた。そこで、上野駅を出発し、上野公園・御茶の水・皇居・国会議事堂・帝国ホテル・築地・歌舞伎座・日本橋・浅草寺などを半日で周遊し、下車観光地は皇居前・赤坂離宮・浅草公園・上野公園の4箇所としたコースを考案した。当時の燃料事情でも半日コース程度であれば問題ないと判断されたことから、1949年3月1日付で認可を取得し、1949年3月19日より「東京半日Aコース」の運行を開始した。当初の運賃は250円であった。「東京半日Aコース」は、その後発着地や下車観光地の変化はあるものの、2009年（平成21年）2月現在でも運行が継続されている（皇居前広場（下車）→浅草観音・仲見世→レインボーブリッジ（通過）→お台場（通過）→東京タワー（展望）→国会前（通過））。
定期観光バスの車両には、平和のシンボルとして鳩が描かれていたことから、役員会において「はとバス」の愛称を決定し、鳩マークの横に表示した。また、1950年（昭和25年）3月には新たなシンボルマークが制定された（後述）。1950年代後半になると、世相も落ち着いたことから観光需要は急増した。新日本観光でもディーゼルバスの導入を続け、1953年（昭和28年）にはリアエンジン式の大型バスを導入するようになった。また、この頃から同社の車両は天窓を装備するようになっている。

### 成長期
初期の定期観光バスはオフシーズンの集客に悩んだというが、1952年（昭和27年）に燃料統制が撤廃されると、都内のバス事業者が次々と定期観光バスの免許を申請することになる。1951年（昭和26年）に国際自動車と国際観光自動車（当時）が申請を出したのに続き、1952年には国際興業、帝産オート（当時）、東武鉄道（当時）、西武鉄道（当時）など、1955年（昭和30年）までに毎年のように新規参入を目論む事業者が続いた。新日本観光は、複数事業者に免許が下りると過当競争を招き、サービスの低下を招くと考え、関係当局に反対陳情を繰り返した。この結果、運輸省内の運輸審議会は1955年5月19日に「都内定期観光バスに関する新規免許は不必要」との答申を明らかにした。
1952年4月1日から、「夜の定期観光コース」の運行を開始した。午後6時に新橋駅を出発し、下車観光地は歌舞伎座とフロリダダンスホールであったが、地方からの乗客は銀座の復興ぶりに感激したという。さらにコースの拡充を図り、1952年9月1日からは戦後初の1日周遊コースとして「都内1日Cコース」の運行が開始されたほか、1955年8月1日には、新しい観光資源となった東京国際空港の見学を目的とする「社会科Dコース」の運行を開始した。一方、外国人観光客向けには、それまでは貸切バスで対応してきたが、1952年7月から初の外国人向けコースとして「昼の外人Sコース」の運行を開始した。その後も日本人・外国人旅行者向けのコースとも拡充され、営業収入の増加に貢献した。1953年には本社を銀座に移転、日本国有鉄道との連絡運輸の取り扱いを開始した。
昭和30年代に入ると、日本の交通・観光業界の発展は著しくなったが、それに伴い貸切バスのダンピング問題も多発するようになった。また、都内の定期観光バスにおいては再度6社から定期観光バスの免許申請があった。これに対し、同社は複数免許反対の主張を崩すことなく、反対陳情を繰り返した。この結果、1962年（昭和37年）4月までには競願各社とも申請を取り下げ、都内の定期観光バスの運行は新日本観光が独占することになった。
この頃、利用者急増に対応して、1956年5月に東京駅構内に八重洲案内所を設置したのを初めとして、新宿・錦糸町・本郷にも案内所を設置し、利用者の利便を図った。コースの充実も図られ、1956年6月には周遊コースに観劇を加えた「観劇Hコース」の運行も開始したほか、1958年（昭和33年）3月16日には同社初の郊外コースとして、都内観光の後に江の島・鎌倉を周遊する「都内・江ノ島・鎌倉周遊Hコース」の運行が京浜急行電鉄（当時）との相互乗り入れにより開始された。また、日本遊覧航空の協力を得て、空から東京を観光するという「陸海空立体Lコース」の運行が1958年7月より開始されるなど、独創性のあるコースがこの頃から新設されるようになった。車両面でも、特別な車両が登場を始めることになる。1958年に「走るパーラー」と呼ばれる24人乗り冷房付バスを導入している。本社も1959年（昭和34年）に銀座から車庫のある港区芝高浜町（現在の港区港南）に移転している。
1958年12月23日に東京タワーが完成すると、早速翌年3月から東京タワーが主要コースに組み込まれた。また、この時に合わせてコースの再編を行った結果、同社の定期観光バス利用者数は大きく増加し、知名度も格段に向上することになった。この時期には、既に東京の定期観光バスとして「はとバス」という呼称が浸透していたことから、企業イメージの確定を図るべく1963年（昭和38年）9月1日に会社名を「株式会社はとバス」に変更した。同時に、都内各所や大阪にも案内所を開設した。
本項では、以下同社を「はとバス」と表記する。

### はとバスとしてさらに成長
観光ニーズの多様化が進むと、ボウリングやゴルフなどレジャーを題材にしたコースの新設も行われたほか、大相撲やナイター観戦などをコースに組み込む事例も多くなった。これは、都市部の整備は新たな観光資源の発生でもあるという観点からのもので、新しいニーズを反映させる企画でもあった。車両面においても、1963年には「スーパーデラックスバス」と称した、座席が後方ほど高くなるシアター形式を採用した独創的な車両が登場している。
さらに、1964年（昭和39年）の東京オリンピックにおいては、オリンピックの競技施設を巡るコースのみならず、オリンピックの観戦もコースに組み込んだ「オリンピックコース」の運行も行われた。これらのコースは、オリンピック終了後も施設めぐりコースとしてしばらく運行が続けられた。また、外国人向けのコースについても質的な強化が行われ、蛍狩りから産業施設の見学などが盛り込まれたコースが多数設定された前後して1963年には日本交通公社の外国人向け日本国内ツアー「サンライズツアー」に参画している。
しかし、この頃からモータリゼーションの進展に伴い、乗用車を利用する観光客が次第に増加、定期観光バスの業績を圧迫することになった。また、東海道新幹線の開業と引き換えに夜行列車の大幅な削減が行われたため、「夜行列車の待ち時間を観光に利用」という形態が失われたことから、夜のコースに大きな影響を与えることになった。その一方、首都高速道路や東名高速道路の開通は所要時間の短縮という効果を生み出すことになったが、特に首都高速道路については車窓景観を売り物としたコースの設定にも活用されることになった。特に、1965年に運行された「新東京ドライブコース」は、いすゞBX341PAの車体上部を切断してオープントップバスに仕立てたものであった。
新しい発想のコースも次々と開設された。結婚適齢期の女性を対象として着物着付けやテーブルマナーを学ぶ「ブライダルコース」をはじめとして、受験生向けに大学を回るコースや美容に関係する施設を巡るコースなども開設された。なお、1970年（昭和45年）3月15日より大阪で日本万国博覧会が行われたのに合わせ、浜松町の貿易センタービル内に案内所を新設し、期間限定のコースも設定したが、さほどの影響はなかったという。
しかし、万博以後のレジャー志向は高級化が顕著になったため、はとバスでも高級志向のコースを設定することになった。1971年2月に帝国ホテルなどの高級レストランやクラブを周遊する夜間コースとして「ワールドナイトAコース」の運行を開始したのを皮切りに、赤坂・六本木・新宿のクラブを巡るコースが開設された。昼間のコースでも帝国ホテルや「マキシム・ド・パリ」を回るコースが登場している。個性的なコースの開設も、バスに講談師が同乗し、講談名場面を巡る「大江戸ハイライトコース」などが運行開始されている。
車両面については、1971年5月に窓の大きいオリジナル車体を架装した「スーパーバス」が登場した。ロケットのような冷房ダクトを屋根上に搭載し、荷物棚まで省略して窓を拡大したこのバスは、後年の増備で9台にまで増加し、1980年代まではとバスの看板車両としてパンフレットや広告などにも登場していた。
本社と車庫を、現在の平和島に移転したのもこの頃で、1969年（昭和44年）に移っている。

### オイルショック後〜バブル期
しかし、1973年（昭和48年）のオイルショックは、バス事業者全体にも深刻な影響を及ぼした。はとバスでもコース再編などを行い、走行キロ数の削減に努めた。さらに、地方の若年労働者が地元へ就労するケースが目立つようになり、バスガイド不足が顕在化することになった。はとバスではこれに対し、1972年秋からアルバイトガイドの採用で対応することになった。さらに1975年（昭和50年）3月からはアルバイトの定時採用に踏み切り、1977年（昭和52年）以降正社員としてのバスガイド採用数が回復するまで続けられた。
1976年（昭和51年）の国鉄運賃値上げにより、定期観光バスの利用者数の減少に拍車がかかったことから、特に昼間のコースについては大幅な改定が行われ、コースごとの特色を前面に押し出したコース構成に変更されていった。一方で、貸切バス需要は1974年（昭和49年）以降は増加傾向にあったことから、会員制郊外コースの増強に注力することになり、郊外コースはマザー牧場や犬吠埼など、さらに東京から離れた場所へ向かうコースが多くなり、1泊2日のコースも登場した。
東北・上越新幹線の開業した1982年（昭和57年）からは定期観光バスのコースの見直しを行い、新幹線利用者をターゲットとしたコース設定を行った。また、車両面でもドレクメーラー製のダブルデッカーを導入、ダブルデッカーは新しい看板車となり、定期観光バス利用者数の増加にも貢献した。1987年（昭和62年）にはドレクメーラー製の「ヨーロコメット」を導入したが、これは1960年代のスーパーデラックスバス以来のシアター形式のスーパーハイデッカーであり、はとバスの新たな看板車となった。
また、1983年（昭和58年）4月15日には東京ディズニーランドがオープンし、はとバスでは画期的なレクリエーションスポットとして東京ディズニーランドを組み込んだコースを複数設定したところ、大変な人気コースとなり、定期観光バス事業を支える主要な柱の1つとなった。1988年（昭和63年）10月にはシーライン東京を設立、同社のクルーズ船『シンフォニー』を組み合わせたコースも設定されている。

### バブル崩壊後
バブル経済の崩壊ははとバスにも影響を及ぼしていた。
経営面では1993年（平成5年）から4年連続で赤字を計上、累積の借入金は70億円に達していた。そこで1998年（平成10年）に従業員の賃金カットや不採算コースの廃止、はとバス旅行の清算などのリストラを行い、並行して社員のお客様満足向上と意識改革に取り組んだ結果、1998年度には3億6000万円の経常黒字を計上、2002年（平成14年）度には累積赤字を解消して復配を実現した。

同じ頃に進められたバス事業の規制緩和や、東京都が筆頭株主で長年の都内の定期観光バス運行の実績もあることから、2003年（平成15年）4月より東京都交通局から一部都営バスの運行業務の受託を開始した。
2019年（平成31年）2月に港区港南1丁目に複合ビル「Shinagawa HEART」が竣工した。
新型コロナウイルス感染症 (COVID-19)による東京都から都民への外出自粛要請、及び周辺自治体における都内への移動自粛要請が2020年（令和2年）3月25日に出されたことを受けて、4月10日までは定期観光・募集型企画旅行いずれも運行・催行コースを限定し土曜・日曜を運休、更に4月7日の政府の緊急事態宣言を受けて全コースが運休された。5月25日に緊急事態宣言が解除されたことで6月13日より定期観光バスがコース限定で運行を再開した。この結果、東京都内定期観光バスの年間利用者数は2018年（平成30年）度の816,303名に対し2019年（平成31年/令和元年）度は447,154名と前年比54％に減少した。
しかし2021年（令和3年）に新型コロナウイルスの変異種の感染が拡大したことで緊急事態宣言が1月8日と4月25日に発令、それぞれの解除まで運休となる。
2020年9月30日の浜松町バスターミナル閉鎖に伴い浜松町案内所も閉鎖、同ターミナルを集合・出発地とする募集型企画旅行は既存の新宿や池袋の他、京橋エドグランなどに集合・出発地が変更された。

## 主な路線
- 東京都内・横浜市内を発着する定期観光バス（昼夜合わせて約100コース）
  - この他、日光コースは東武バスセントラル、鎌倉・江ノ島コースは京浜急行バスと共同運行。かつては箱根コースもあり、藤田観光自動車→ケイエム国際（現：国際自動車（ケイエム観光））と共同運行であった。

## コースによる差異
はとバスの定期観光とバスツアーは似て非なる要素が多いので、対比すると以下のようになる。
| コース番号                       | A・B・C                                                                | R・H・S・P |
| 主催者                           | はとバス(完全直営)                                                     | はとバス（はとバス自身が旅行業登録（東京都知事登録旅行業第2-2379号）を行っている、また協力バス会社の車両・乗務員で運行するものもある） |
| 運行形態                         | 路線バス                                                               | 貸切バス |
| 適用される約款                   | 一般乗合旅客自動車運送事業約款                                         | 旅行業約款・一般貸切自動車運送事業約款                                                                                                 |
| 最少催行人員                     | 原則として1人でも申込があれば運行する                                  | 旅行商品により異なり（1人から20人程度）、その商品の最少催行人員に満たなければ中止される                                                |
| 申し込み締切日                   | コース内容にもよるが基本的に当日の出発直前まで受け付ける               | 原則として1週間前、実施が決定している場合は出発前日の窓口営業時間中まで                                                                |
| 出発前の取り消し・払い戻し手数料 | 無料又は一定額（大半は当日の出発直前であっても数百円程度の小額である） | 旅行業法に基づき、出発日までの残り日数により代金の20% - 100%の取消料が必要                                                             |
| 連絡運輸                         | 行っている場合あり                                                     | なし |
| 地方運輸局への許認可・届け出     | 必要（路線バスとして運行されるため）                                   | 不要（旅行を主催できる第1種・第2種旅行業者としての登録は必要）                                                                         |

## 車両
定期観光バスをはじめとして、国内の観光バスをリードする様々な特徴ある車両を、国産・輸入に関わらず導入してきた。2009年現在で136台を保有している。

### 一般タイプ
国産の一般タイプは、いすゞ自動車製の大型スーパーハイデッカーが中心で（いすゞ自動車が大株主のため）、スーパーハイデッカーの一部と車椅子リフト車、後述するハイブリッド車で日野自動車製が加わる。過去には三菱ふそう製・日産ディーゼル製の車両も保有していたが、ふそう車は定期観光用のエアロキングで再度登場した。他社のようなハイデッカー車は車椅子リフト車とハイブリッド車にとどまっており、車両のレベルは全体的に高い。多くは補助席付き55人乗りタイプであるが（貸切車については「ポップス（Pops）」の愛称あり）、いすゞ・ガーラ（初代）をベースとして、自社主催ツアー向けの「フォルテシモ」（現在は引退）・「ピアニシモ」と称する、3列席を備える2タイプの高級観光バスも保有していた。
なお、2代目セレガ&ガーラ登場以前のスーパーハイデッカーは富士重工業製の車体を中心に架装したため、フロントウィンドウは上下2枚窓タイプを採用していた。少人数貸切向けの9mクラスの車両は2005年頃から一時中断していたが、2013年に三菱ふそう・エアロエース ショートタイプMMが加わっている。また、2011年頃までは上高地仕様と称する全長11mクラスの短尺車を、1960年代にはマイクロバスも保有していた。
2002年4月に初代「ピアニシモ」が登場し、化粧室付きの「ピアニシモII」に移行。2014年4月、座席数24席と化粧室、車両安全装置を備えた「ピアニシモIII」まで進化。さらに、2015年4月にNew Colorの「Sapphire」が新たに登場したことで「Platinum」「Gold」と併せ、はとバス最上級バス「HATOBUS SELECTION」として3カラー構成が整った。
2008年6月には創立60周年記念事業の一環として日野・セレガハイブリッドを導入、同年7月19日より都内の定期観光バスに就役している。セレガハイブリッドは2010年、2012年から2017年にも追加されて延べ21台を導入、2014年はツアー専用車「レガート」仕様で導入された。
2014年の「ピアニシモIII」導入に併せて横4列・トイレ付き36人乗りのツアー専用車「レガート」も導入された。
車椅子リフト付き車両は2020年に初めて導入されている。

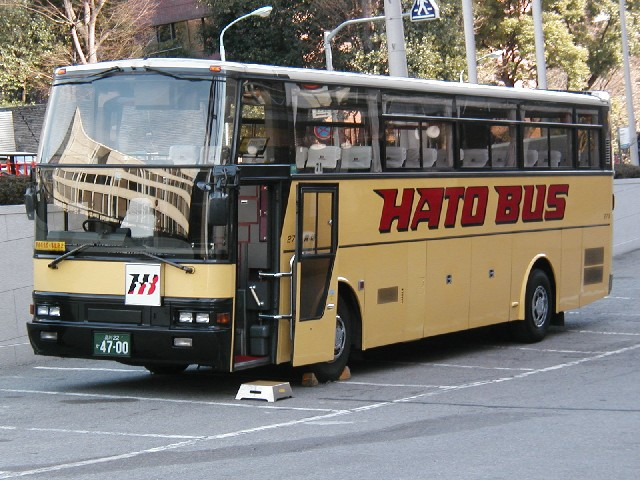
はとバス 2003年1月（写真の車体形状の車両は廃車）
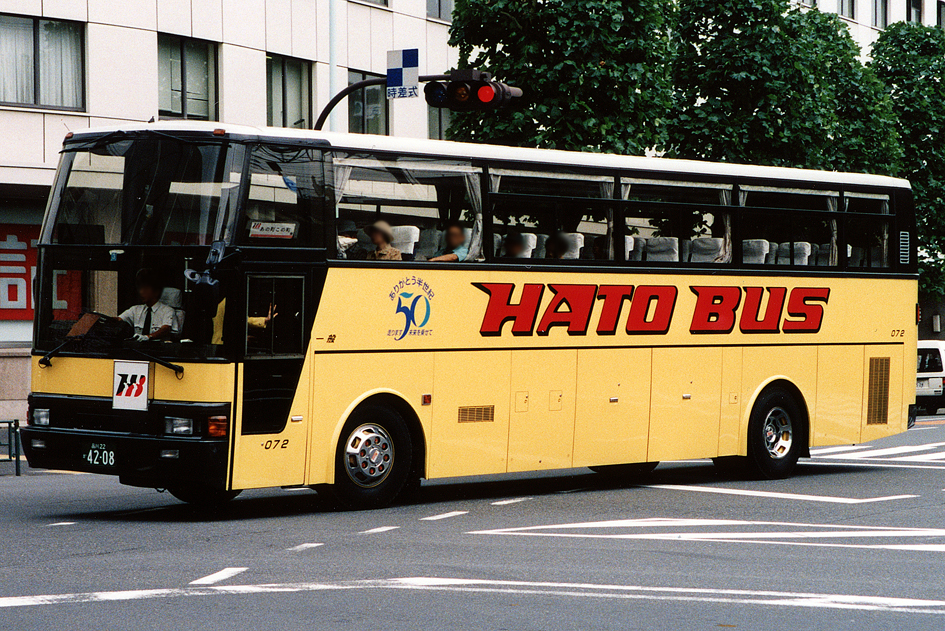
富士HD-II-日野ブルーリボン（50周年記念ロゴ入り、廃車）
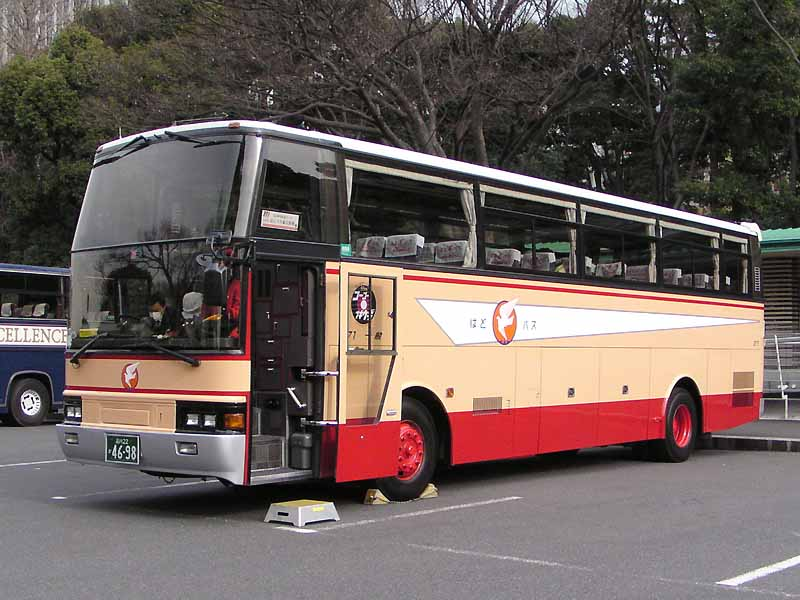
定期観光55周年記念復刻色（廃車）
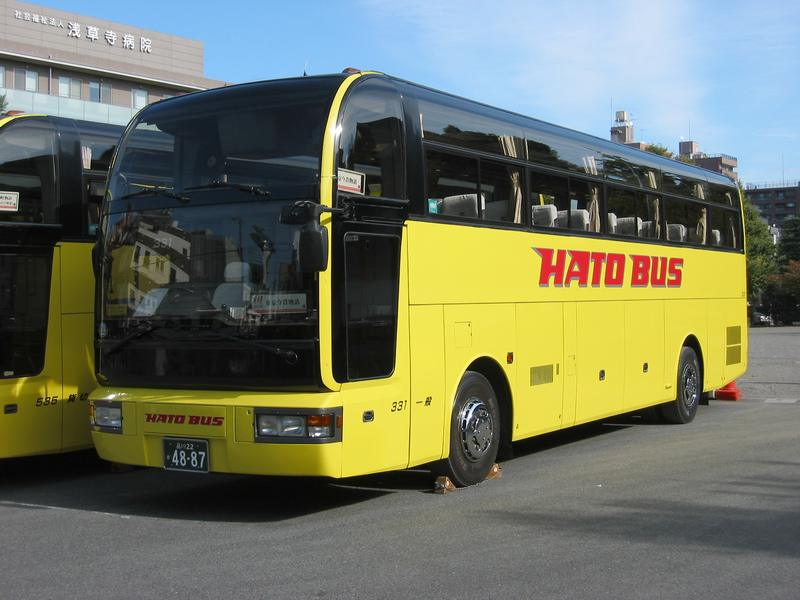
富士7S-いすゞスーパークルーザー
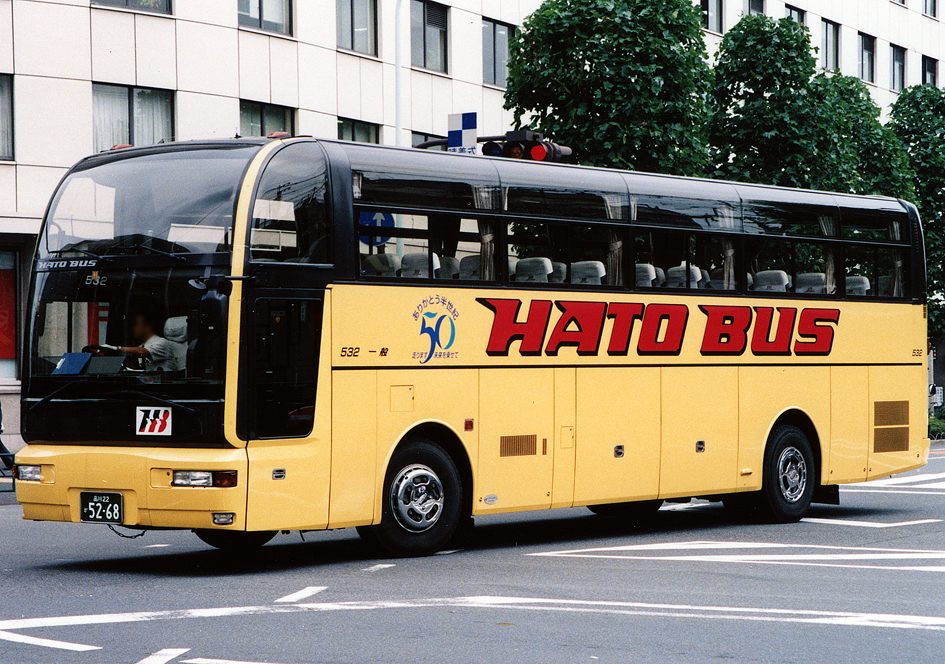
富士7S-いすゞスーパークルーザー（50周年記念ロゴ入り）
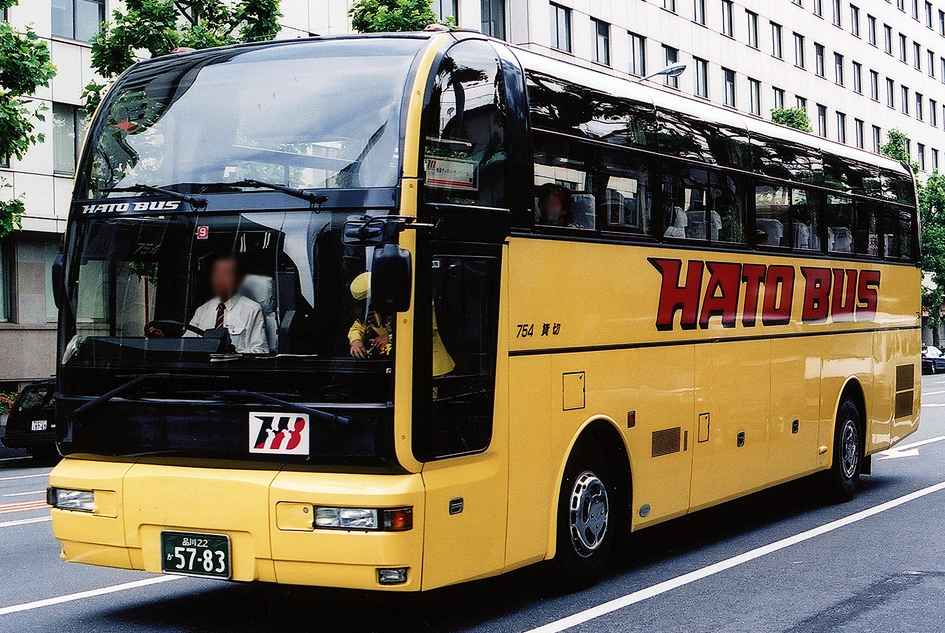
富士7S-いすゞスーパークルーザー
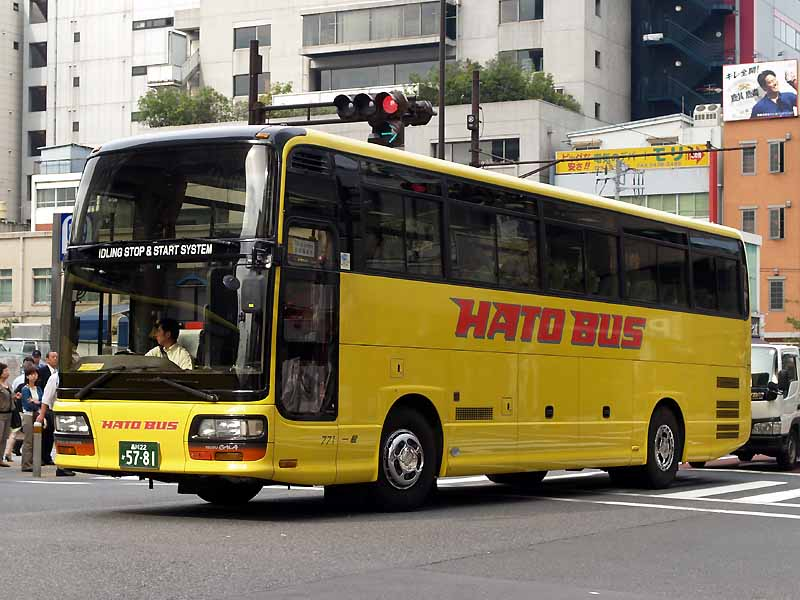
1990年代後半-2000年代の主力車 いすゞ・ガーラ（GHD：グレースハイデッカー）
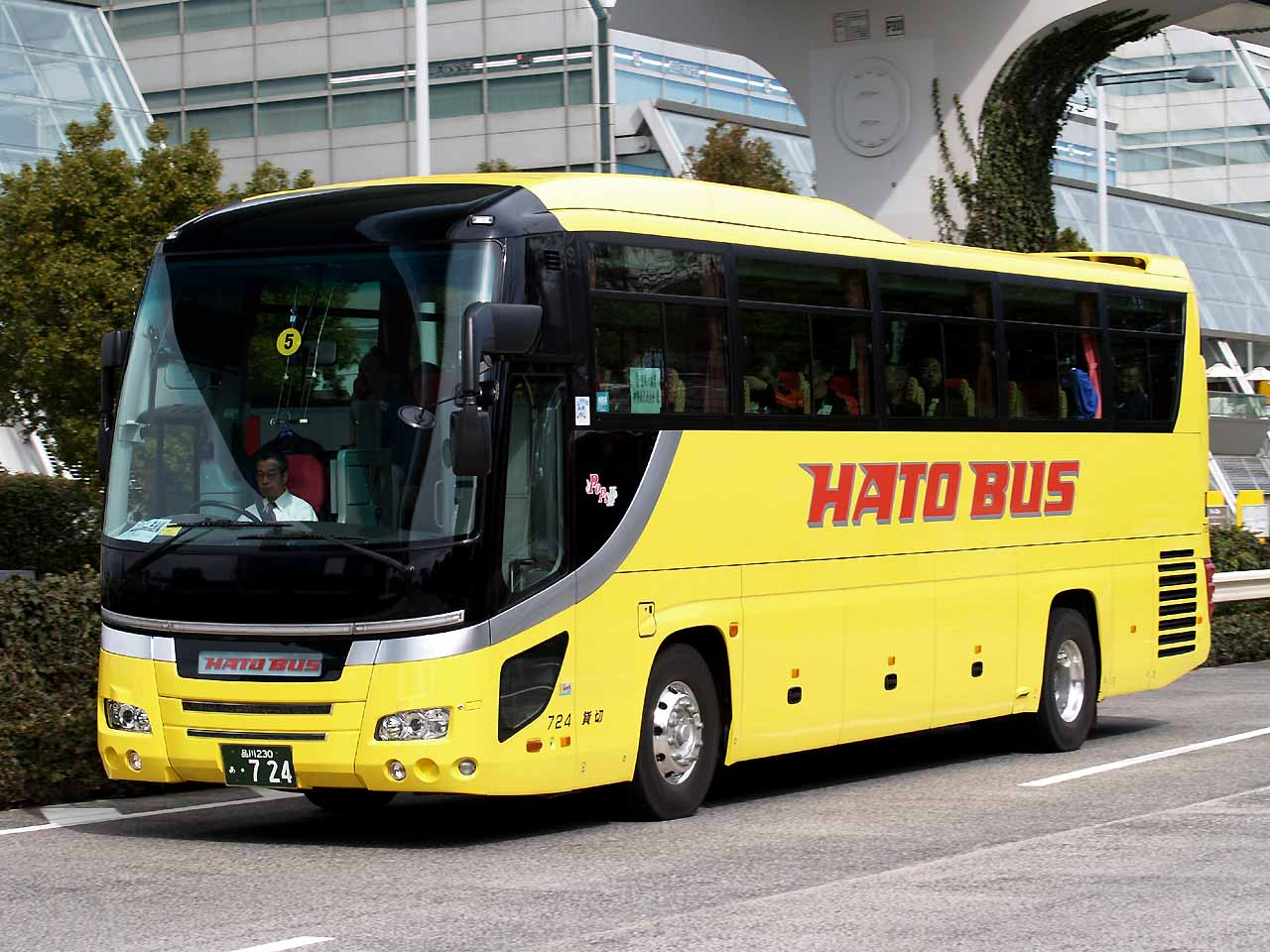
2006年からの貸切車「ポップスII」（セレガSHD）
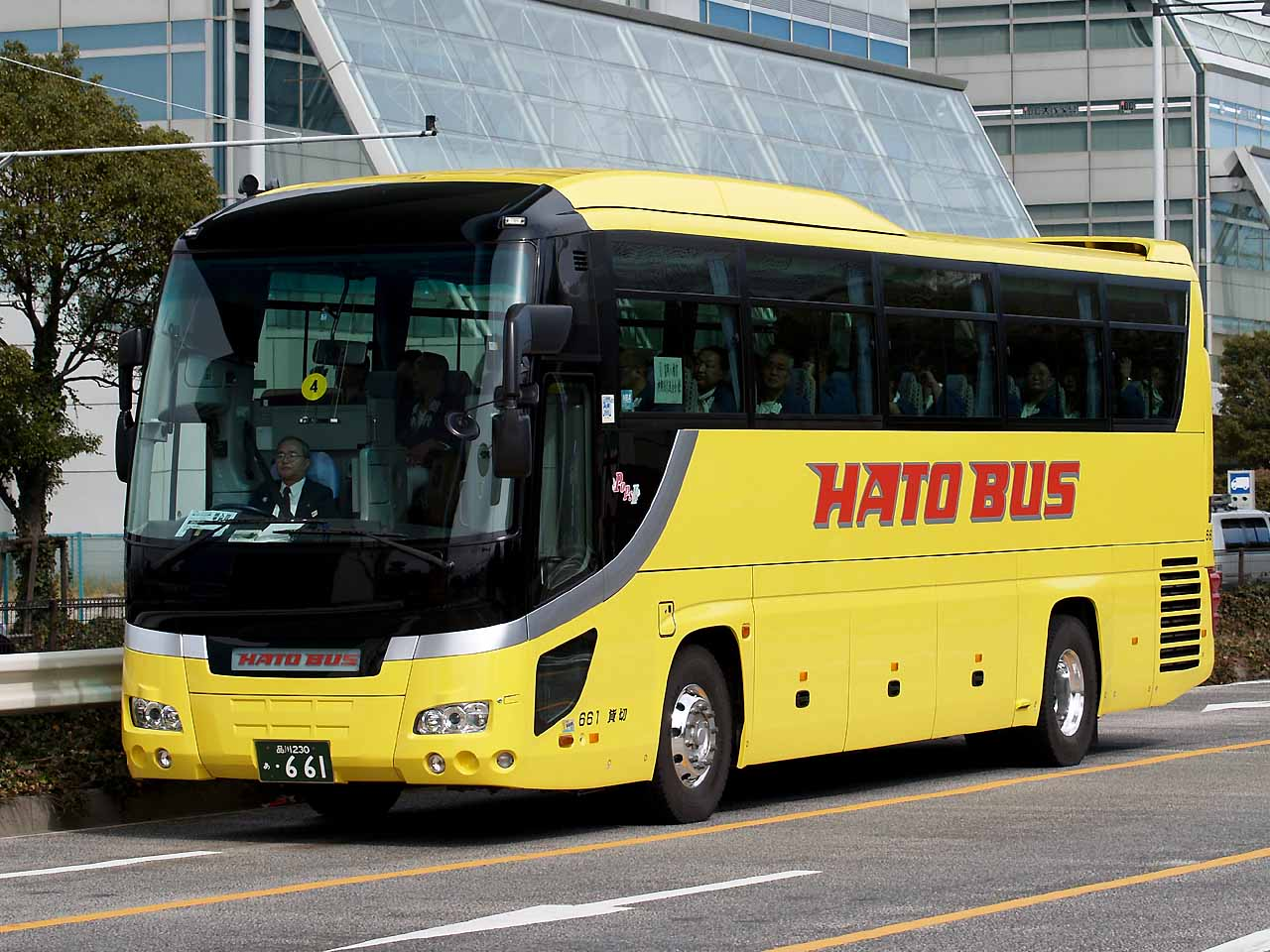
貸切車「ポップスII」（ガーラSHD）
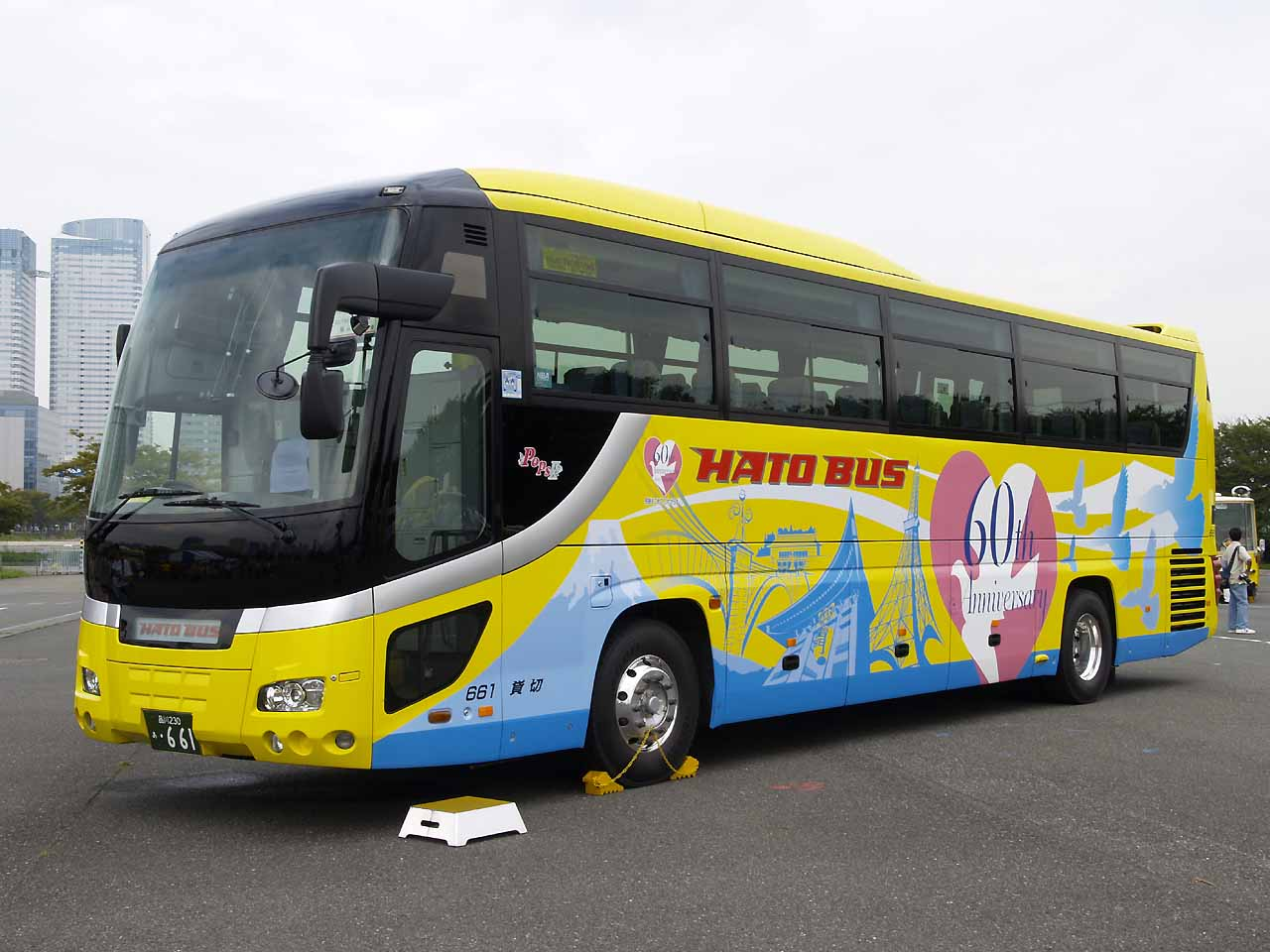
創立60周年記念装飾（現在は終了）
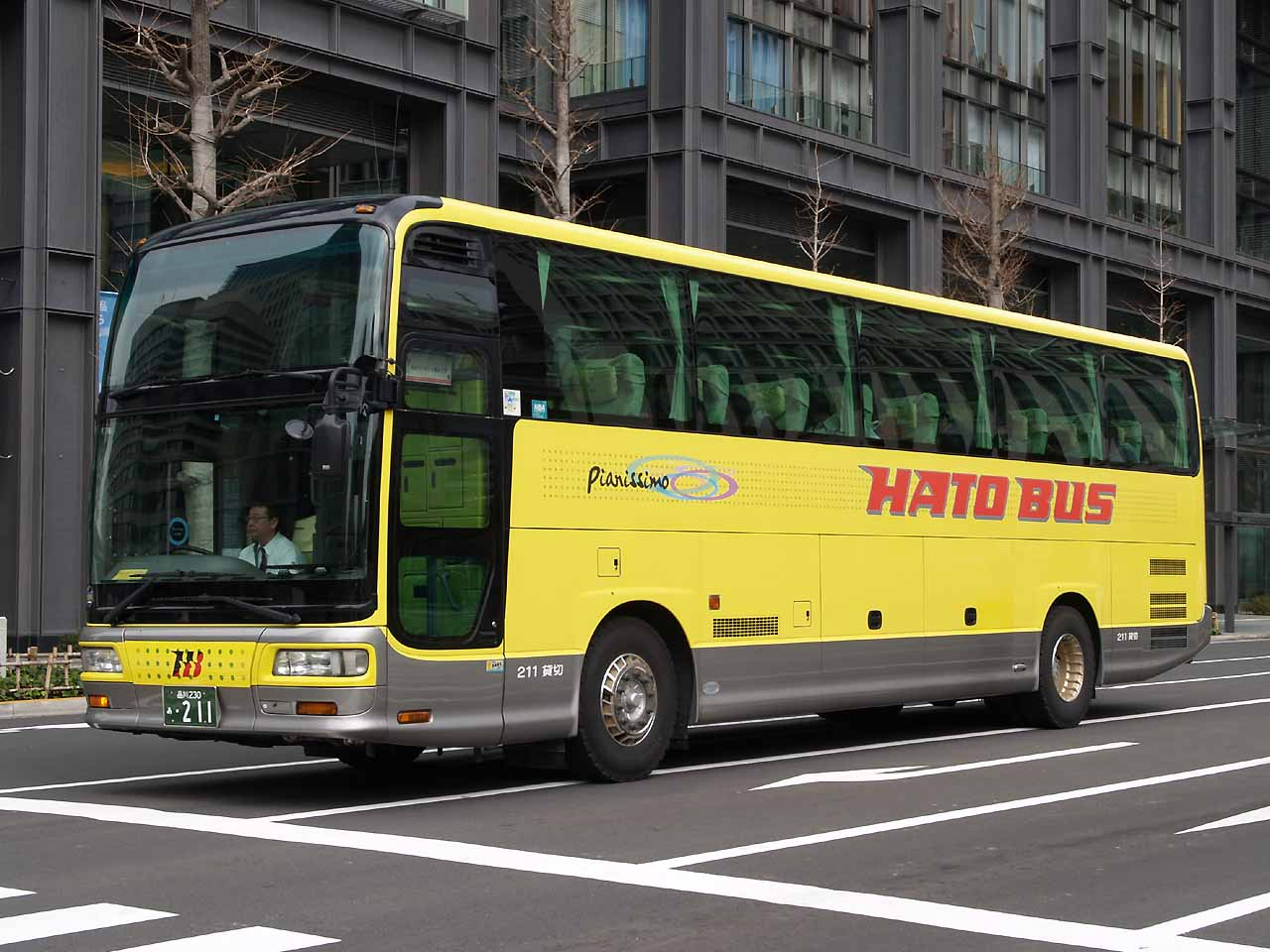
ツアー専用車「ピアニシモ」（ガーラGHD、のちにピアニシモIIに改修）
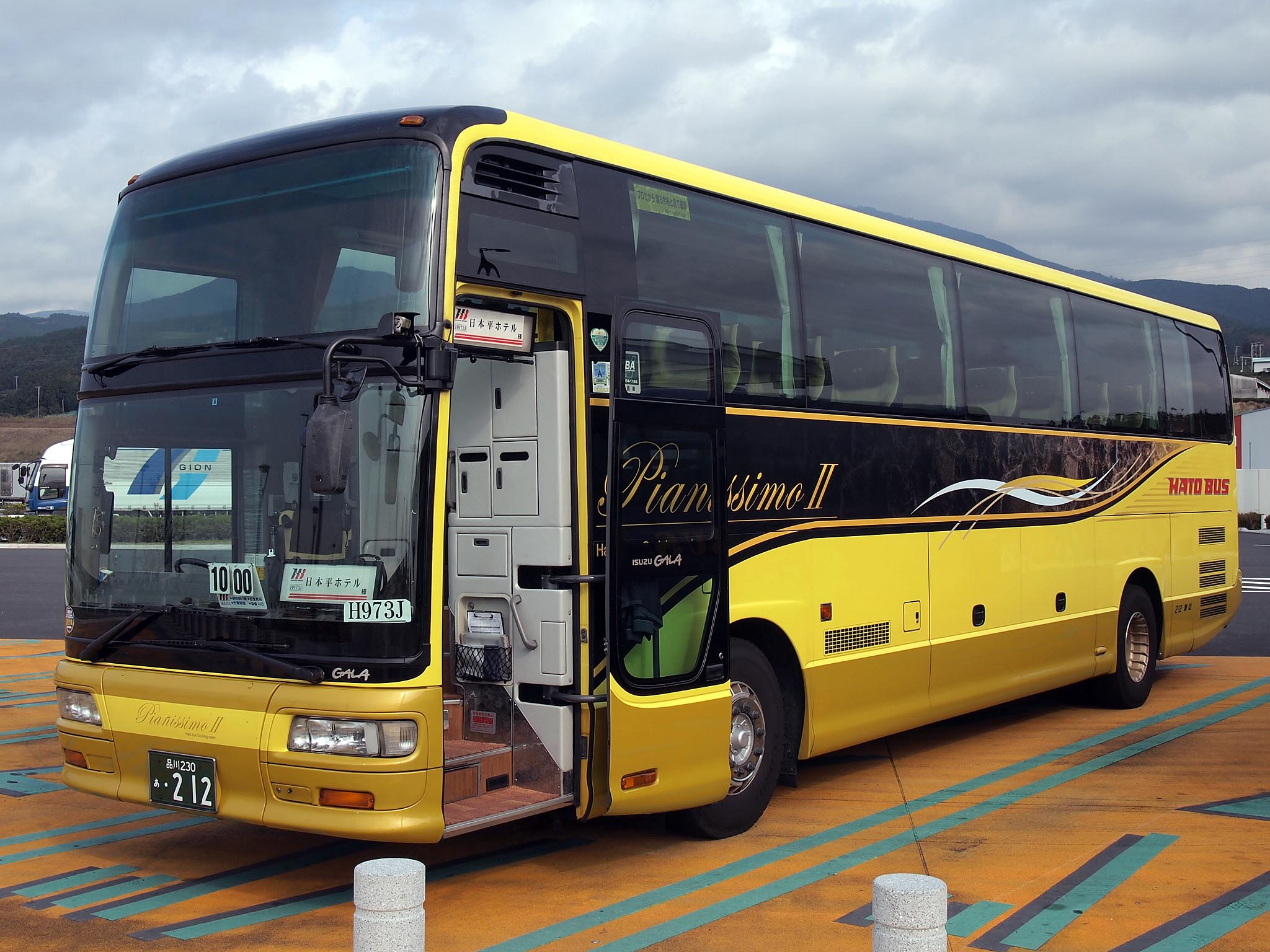
ツアー専用車「ピアニシモII」（ガーラGHD）
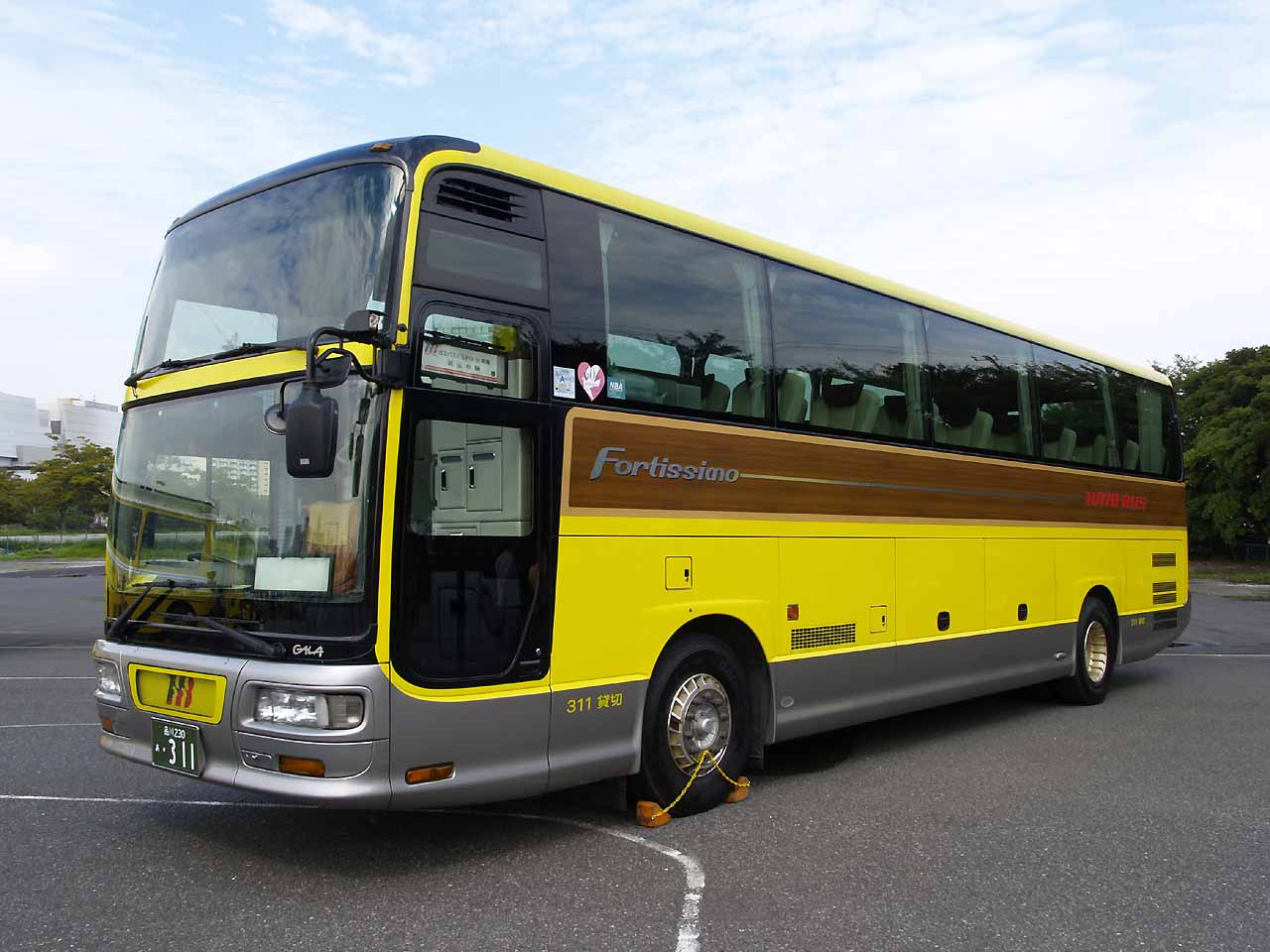
ツアー専用車「フォルテシモ」（ガーラGHD）
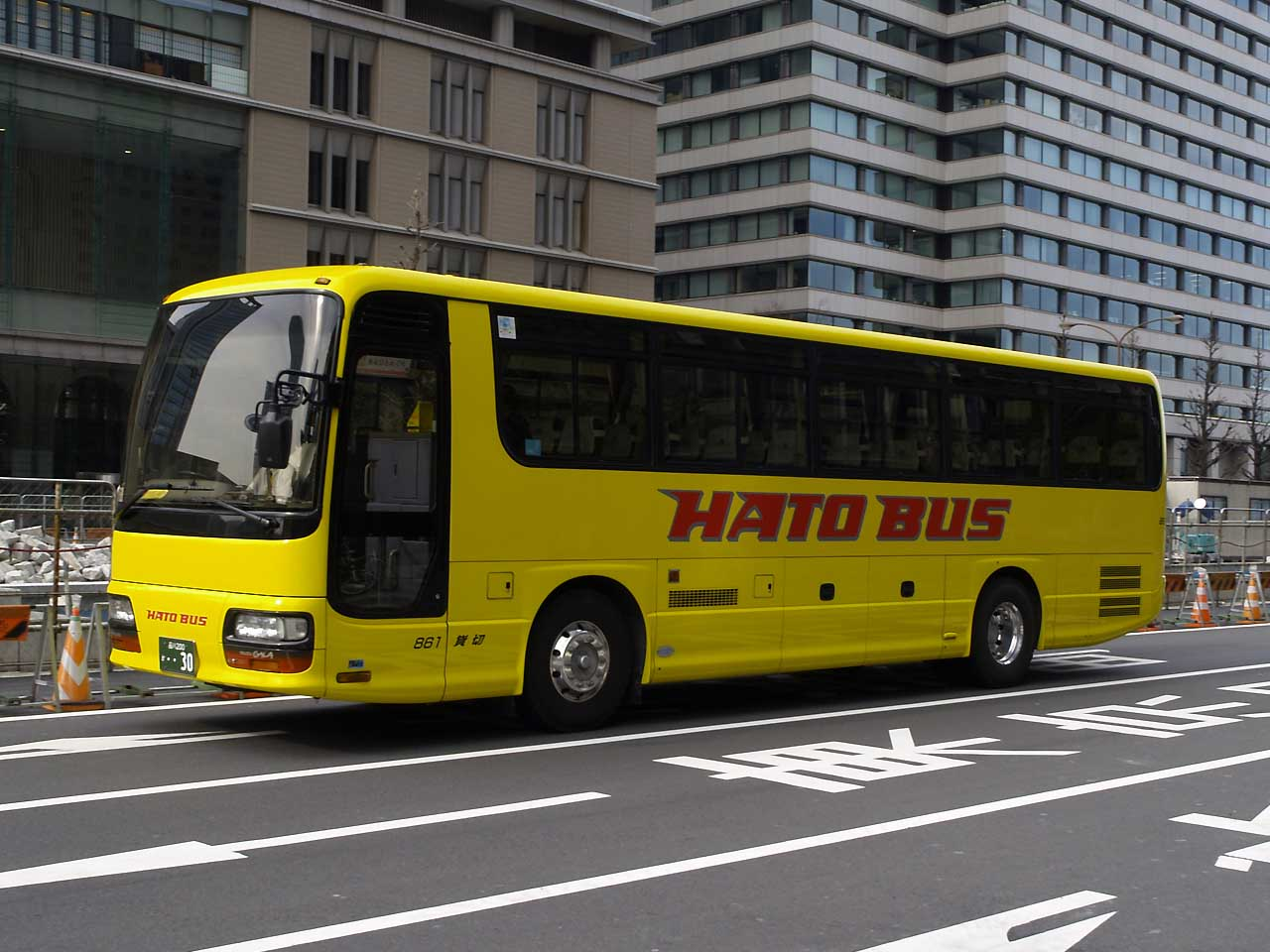
上高地向けハイデッカー（ガーラHD：廃車）
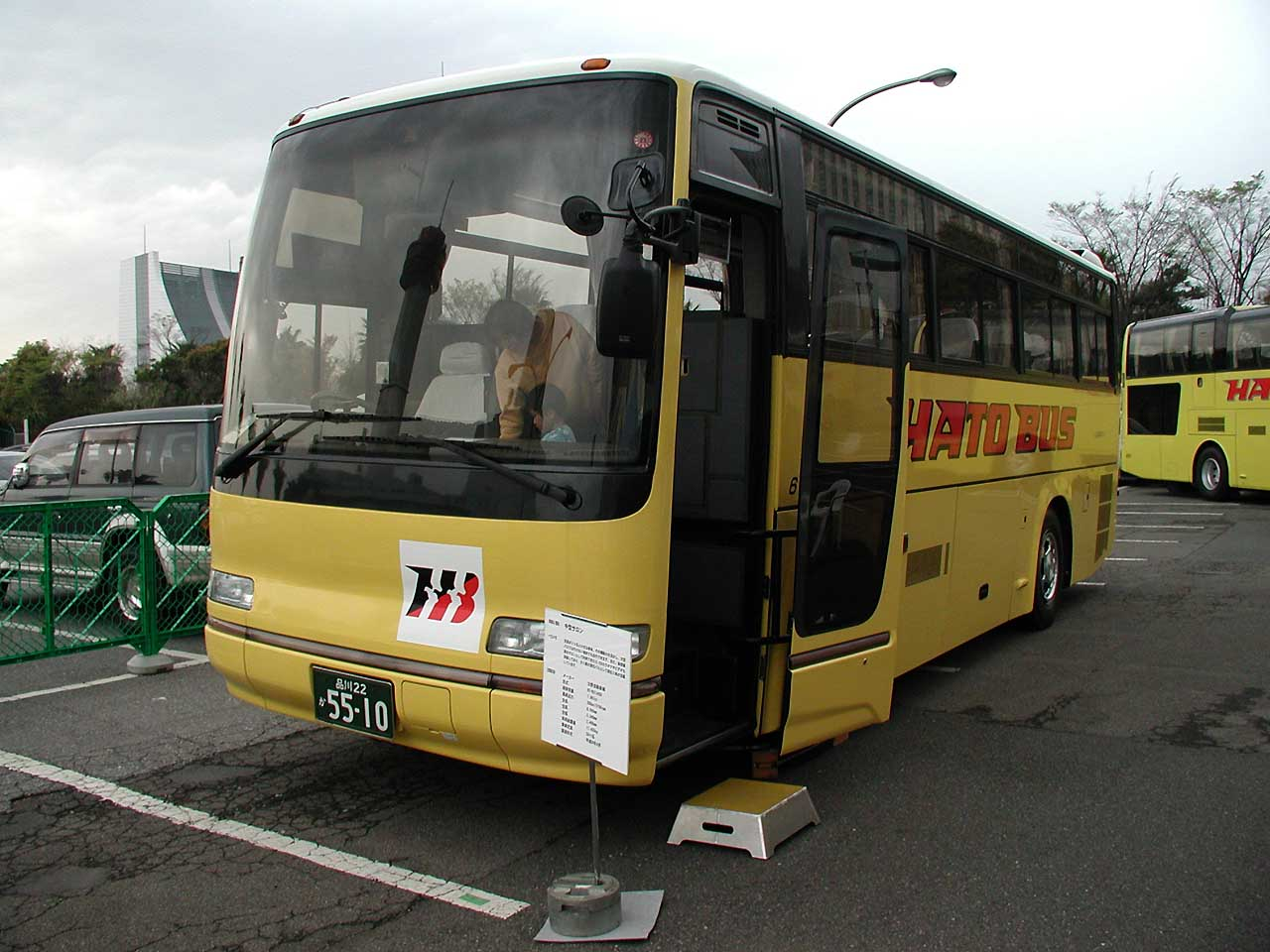
中型車（セレガFC：廃車）
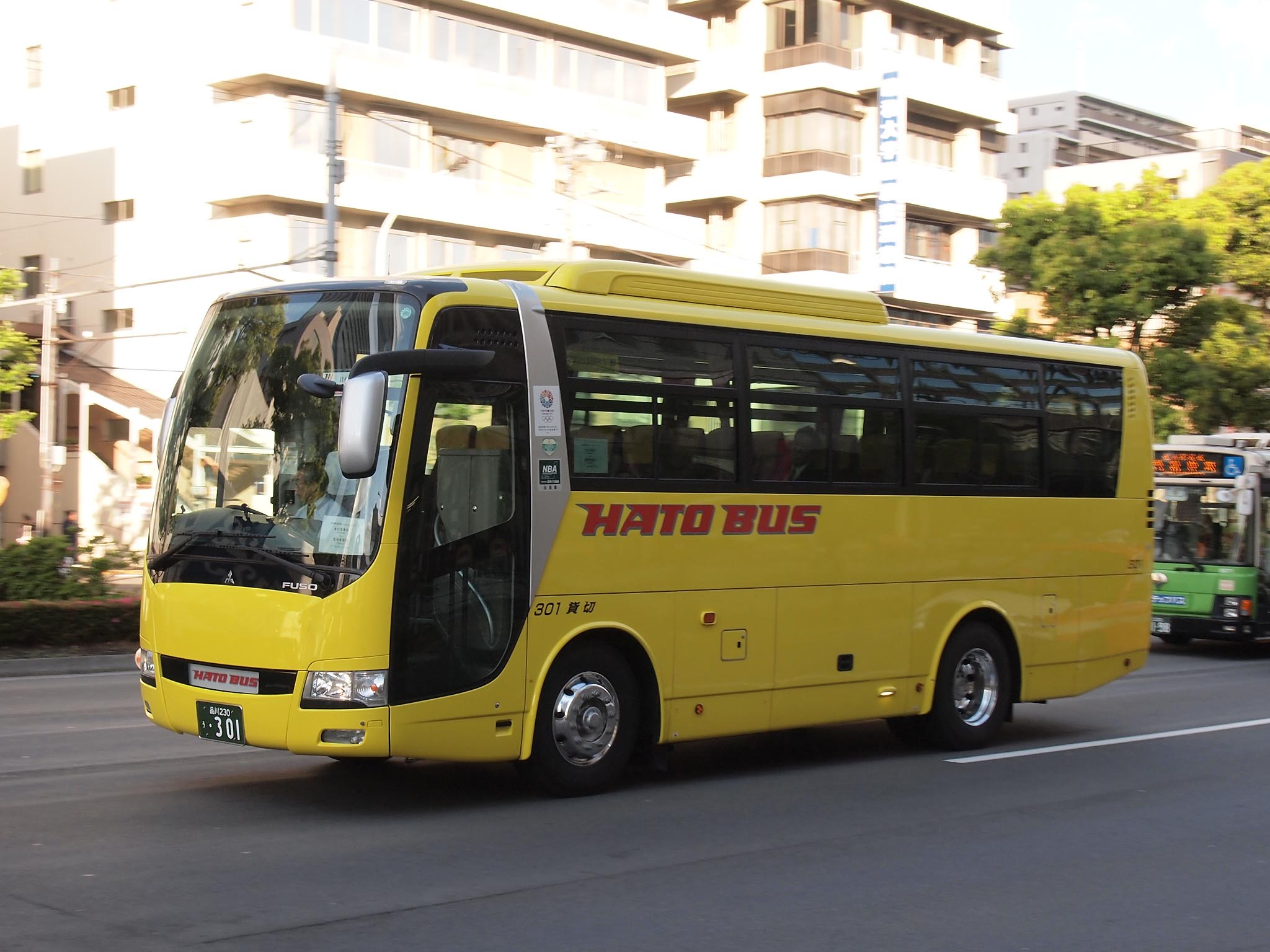
中型車（エアロエースMM：廃車）
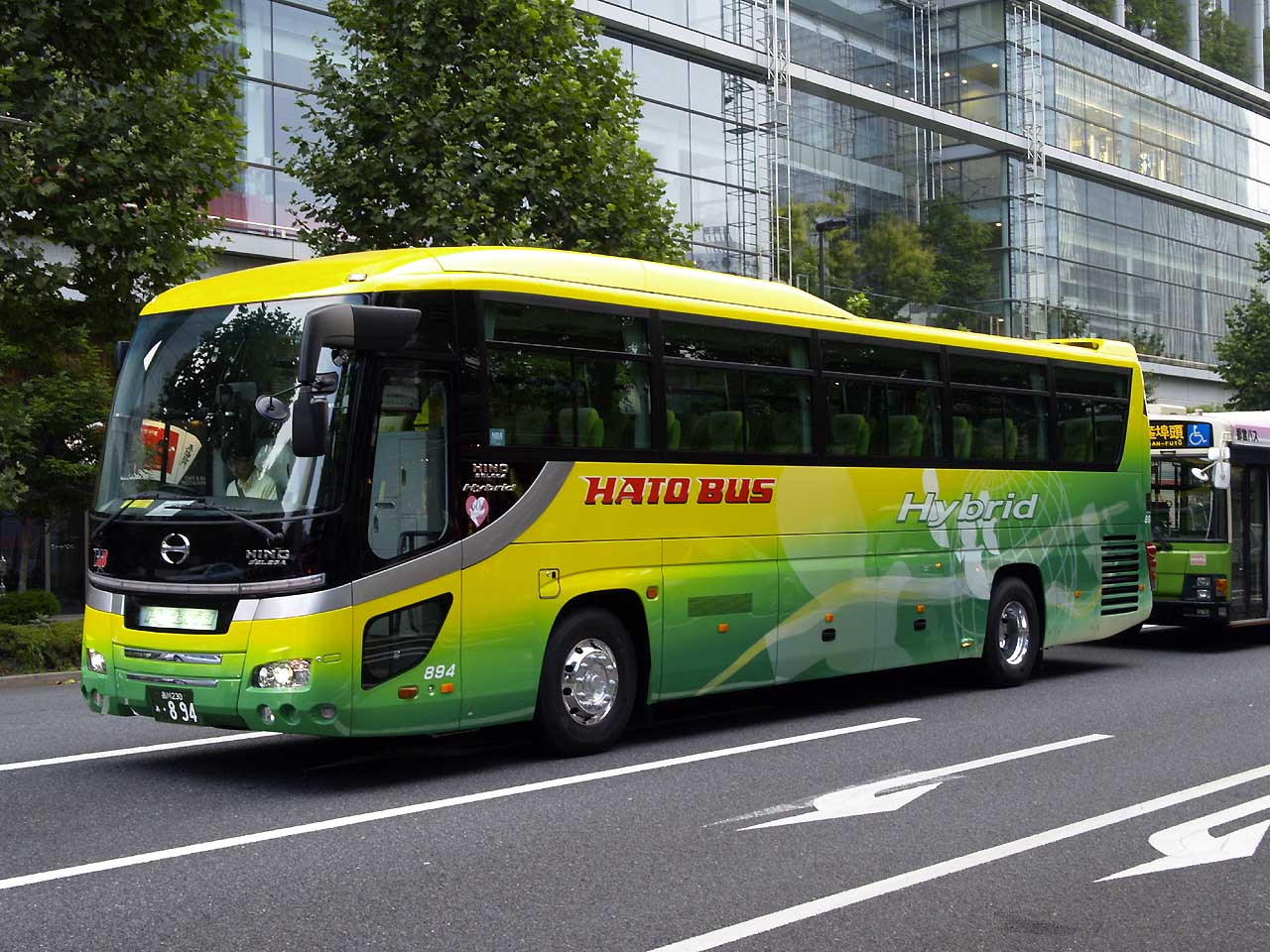
セレガハイブリッド（2008年バージョン:RU1ASAR）
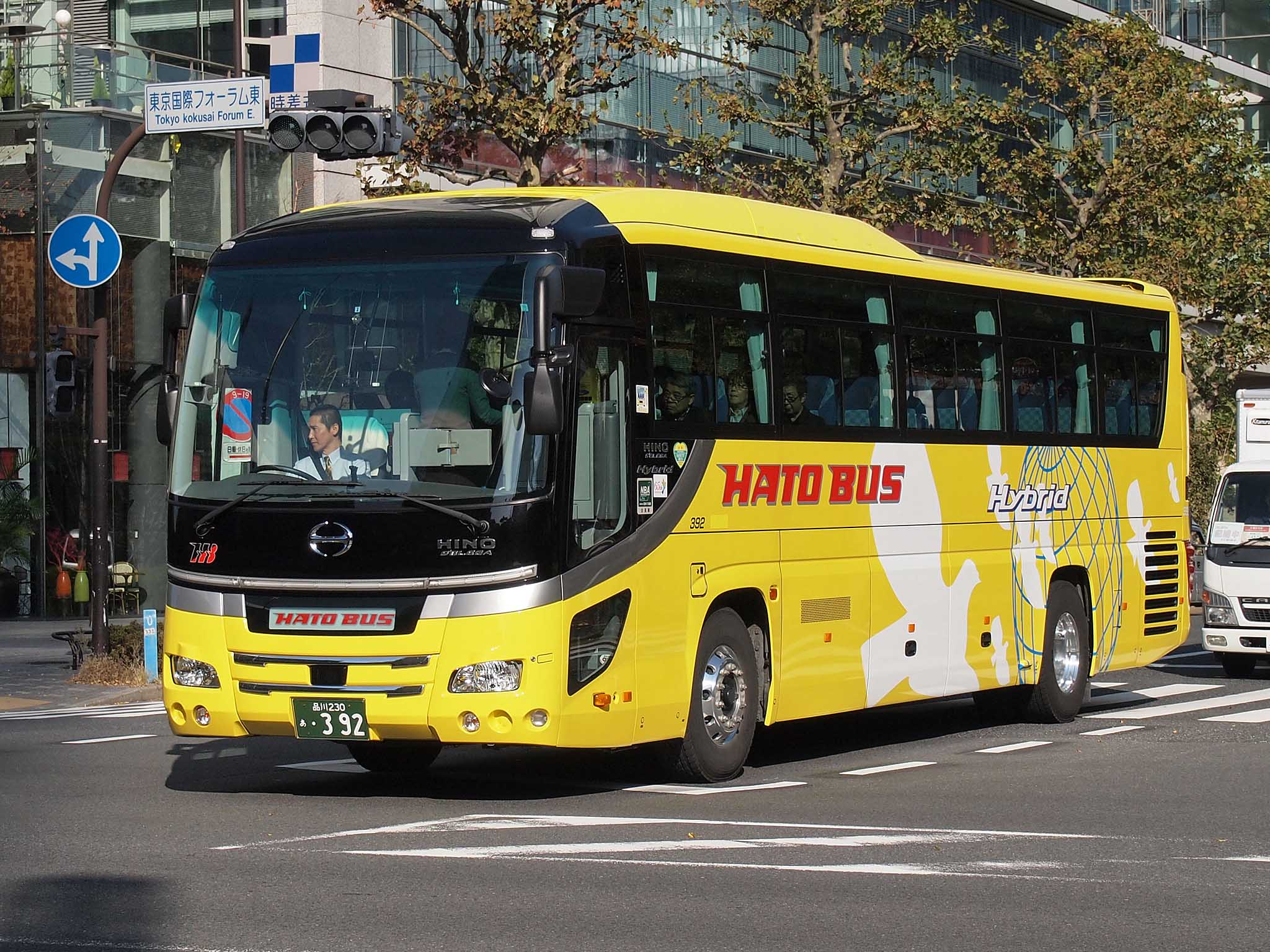
セレガハイブリッド（2013年バージョン:RU1ASBR）
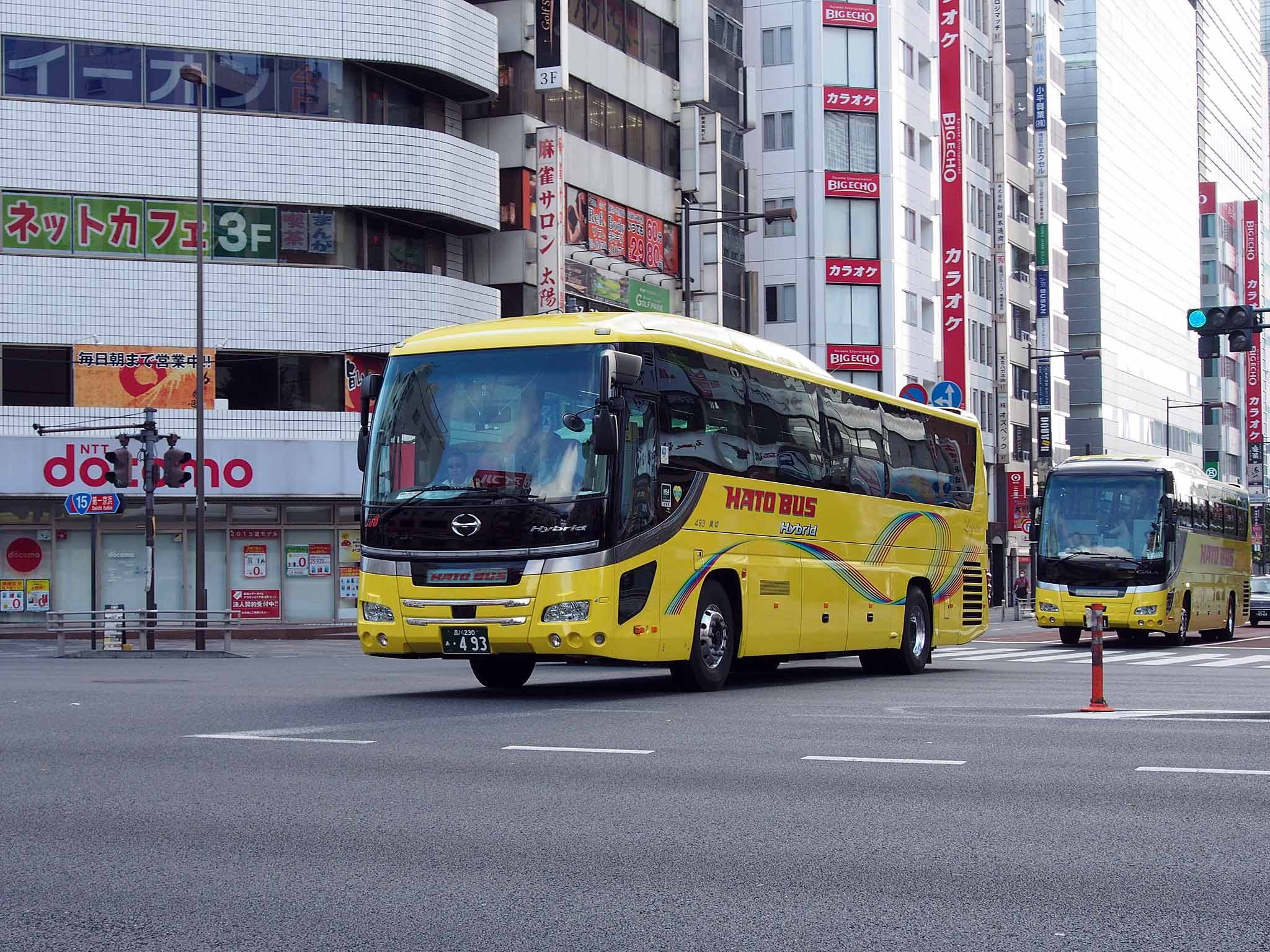
セレガハイブリッド（2014年バージョン:RU1ASBR）ツアー専用車「レガート」仕様
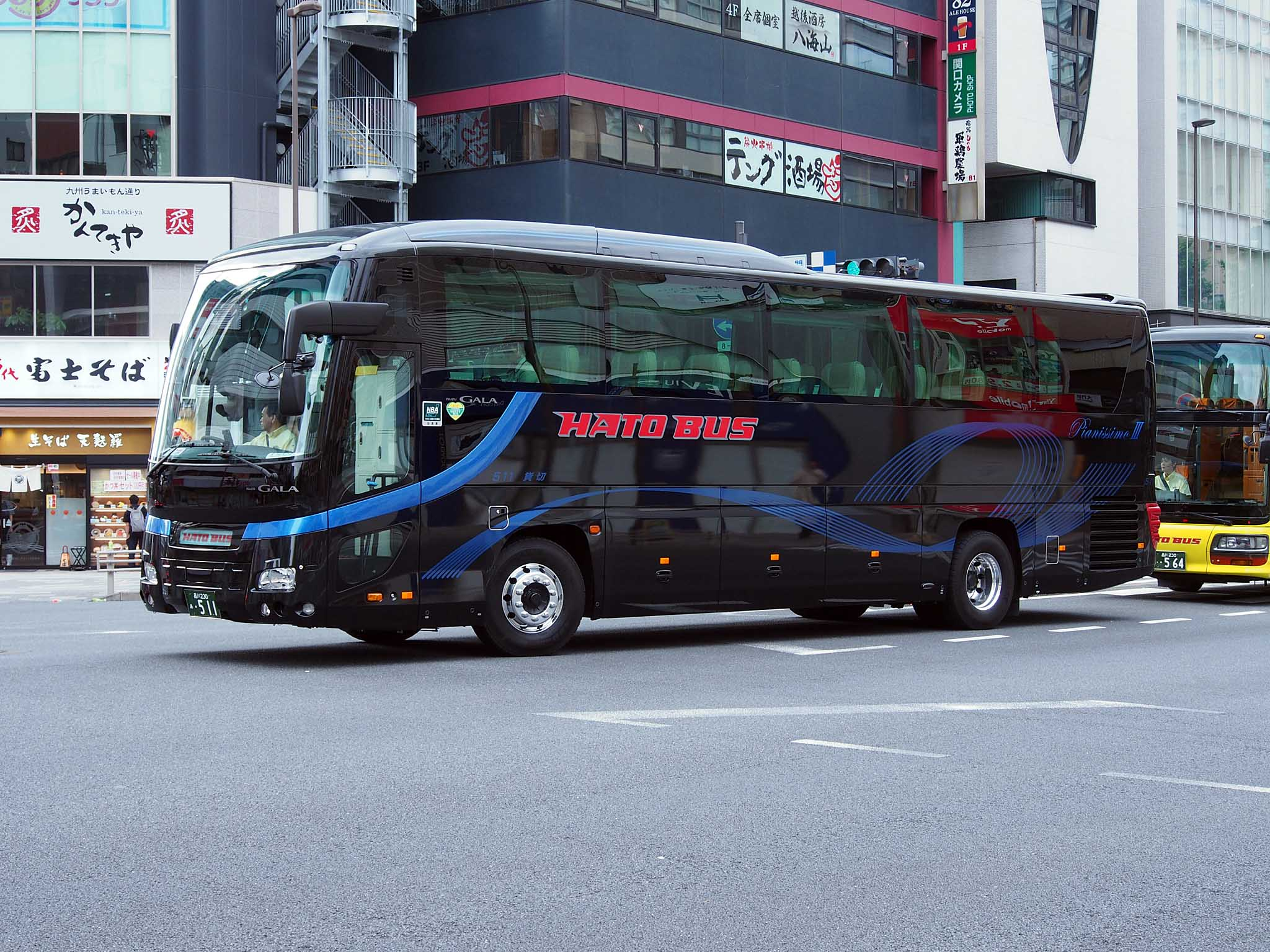
ツアー専用車「ピアニシモIII」（ガーラSHD）
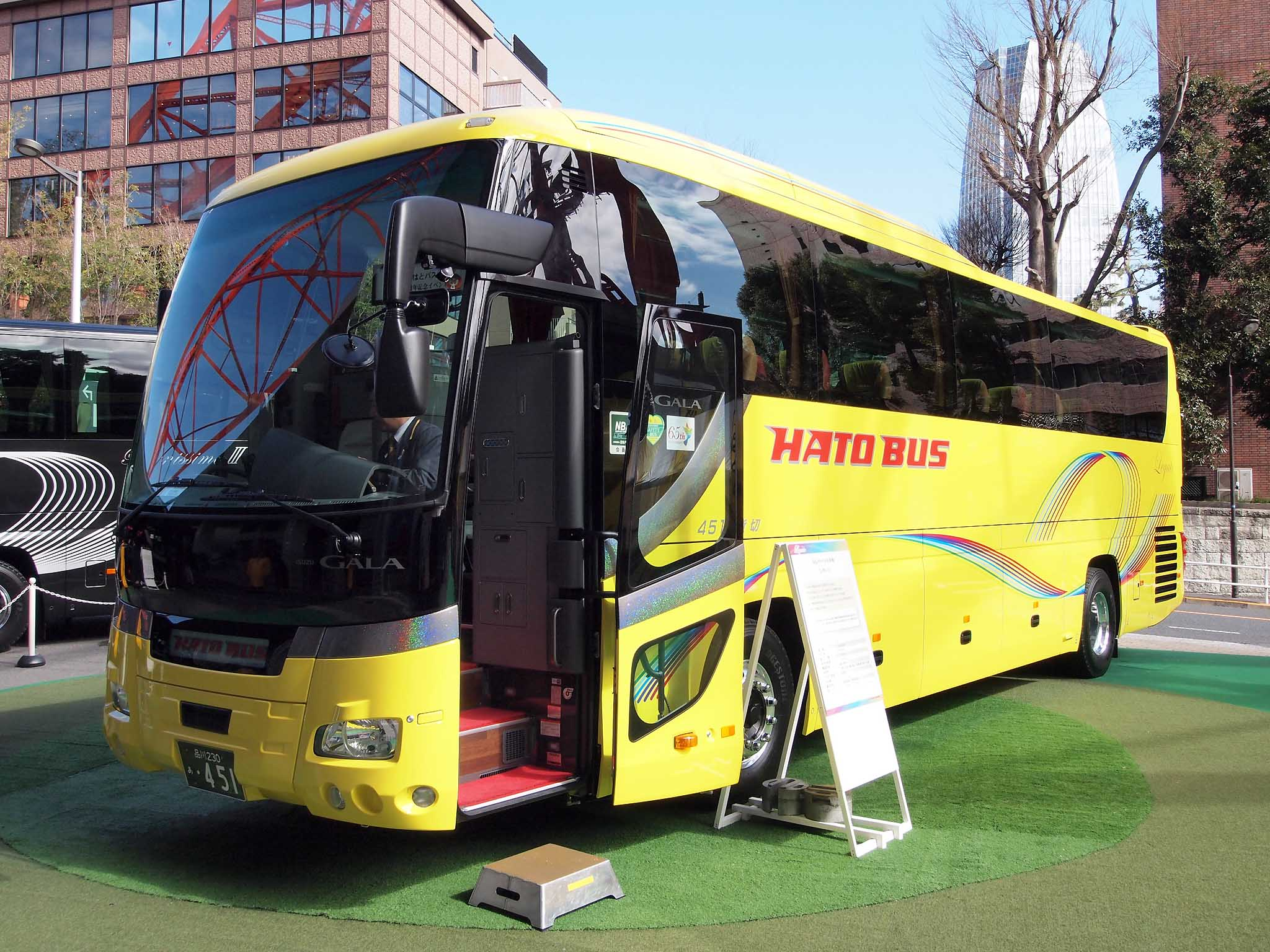
ツアー専用車「レガート」（ガーラSHD）
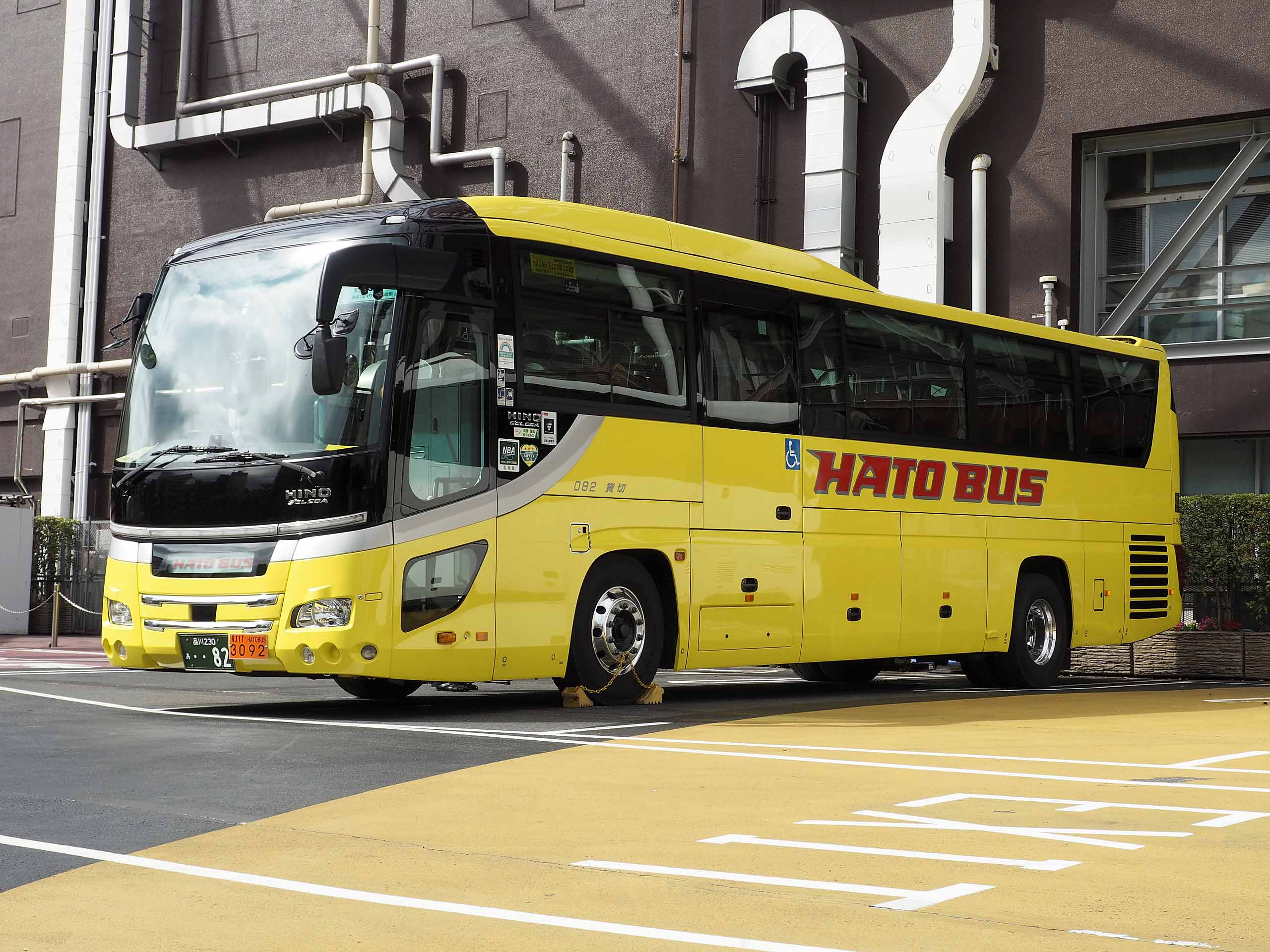
リフト付き貸切バス（セレガHD）
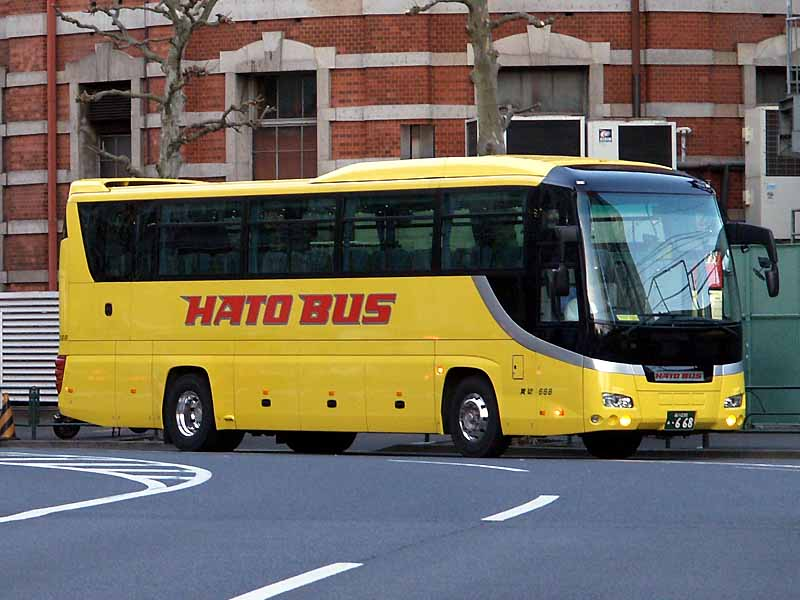
2006年に導入した新型ガーラ

### 輸入車・2階建て車
1980年代の輸入観光バスブームで、ドイツ製の2階建てバス：ドレクメーラー・メテオールE440が2世代にわたって導入され、定期観光の2階建て車使用コースの主力として活躍していた。1996年から2009年までは三菱ふそう・エアロキングが導入された。1997年にベルギー製のバンホール・アストロメガTD824が導入されたが2台にとどまり、2005年3月からハローキティラッピングバスとして活躍した。
2016年、はとバスとしては初となるスカニアのパワートレーンを採用した、2世代目のバンホール・アストロメガとなるTDX24が導入された。日本の法規内に収めた事実上の日本専用モデルで、2020年度にはツアー用としても導入された。
1983年にアンダーフロアコクピットタイプのドイツ・ケスボーラ社製スーパーハイデッカー「ゼトラS216HDS」が貸切車として、1987年に「パノラマビューはとまるくん」（後述）の先祖といえる劇場型の座席配列（シアターフロア）を採用した、ドレクメーラー・ヨーロコメットE330Hが定期観光用に導入されていた。
車両の後ろが2階建て構造となっているスーパーハイデッカー、ボルボ・アステローペ（ボルボ・B10Mシャーシ、富士重工車体）も2世代にわたって導入され、初期に貸切車として導入されたアステローペは後部サロンを吹き抜けとしていた。
オープントップバスは昭和40年代にデラックスバスBX341を改造した車両で運行されて以来しばらく設定がなかったが、2009年11月に「オー・ソラ・ミオ」の愛称で運行を開始したときはドレクメーラー・メテオール（2代目）を改造、2012年からはエアロキングもベース車に加わる。またアストロメガTD824も2011年4月に1台がオープントップバスに改造され、2012年に「オー・ソラ・ミオ」に編入されている。2013年には京阪バスからエアロキングを2台譲り受け、ディーゼル車規制条例に対応するためDPF（粒子状物質減少装置）取り付け改造を施している。2021年には英国ライトバス・エクリプスジェミニ3のオープントップバスをスカニア製シャーシの新車で導入している。
なおオープントップバスで運行するコースは事故防止のため3歳以下の乳幼児は搭乗できない。

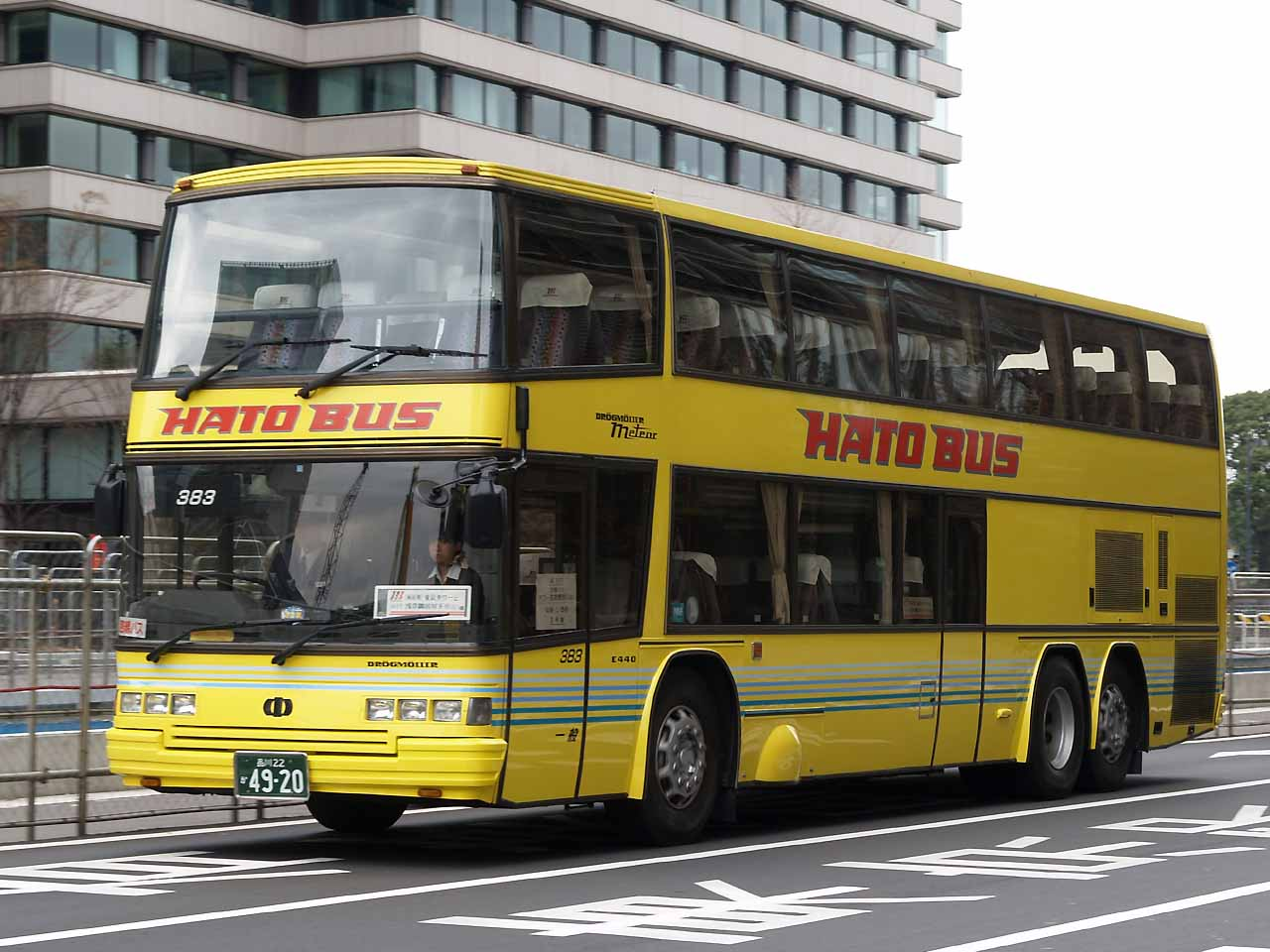
ドレクメーラー・メテオール（2代目：廃車）
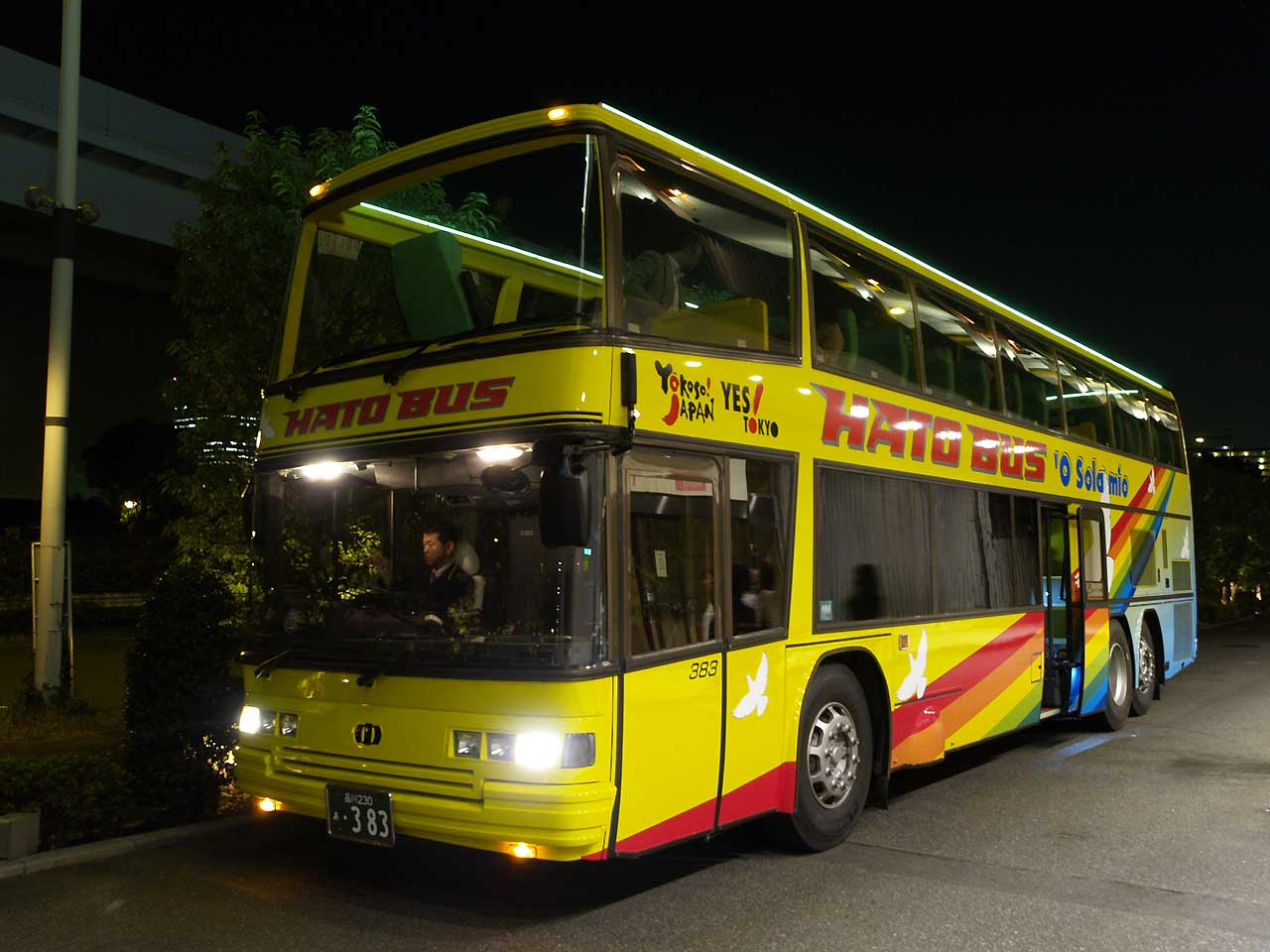
オープンバス「オー・ソラ・ミオ」に改造されたメテオール
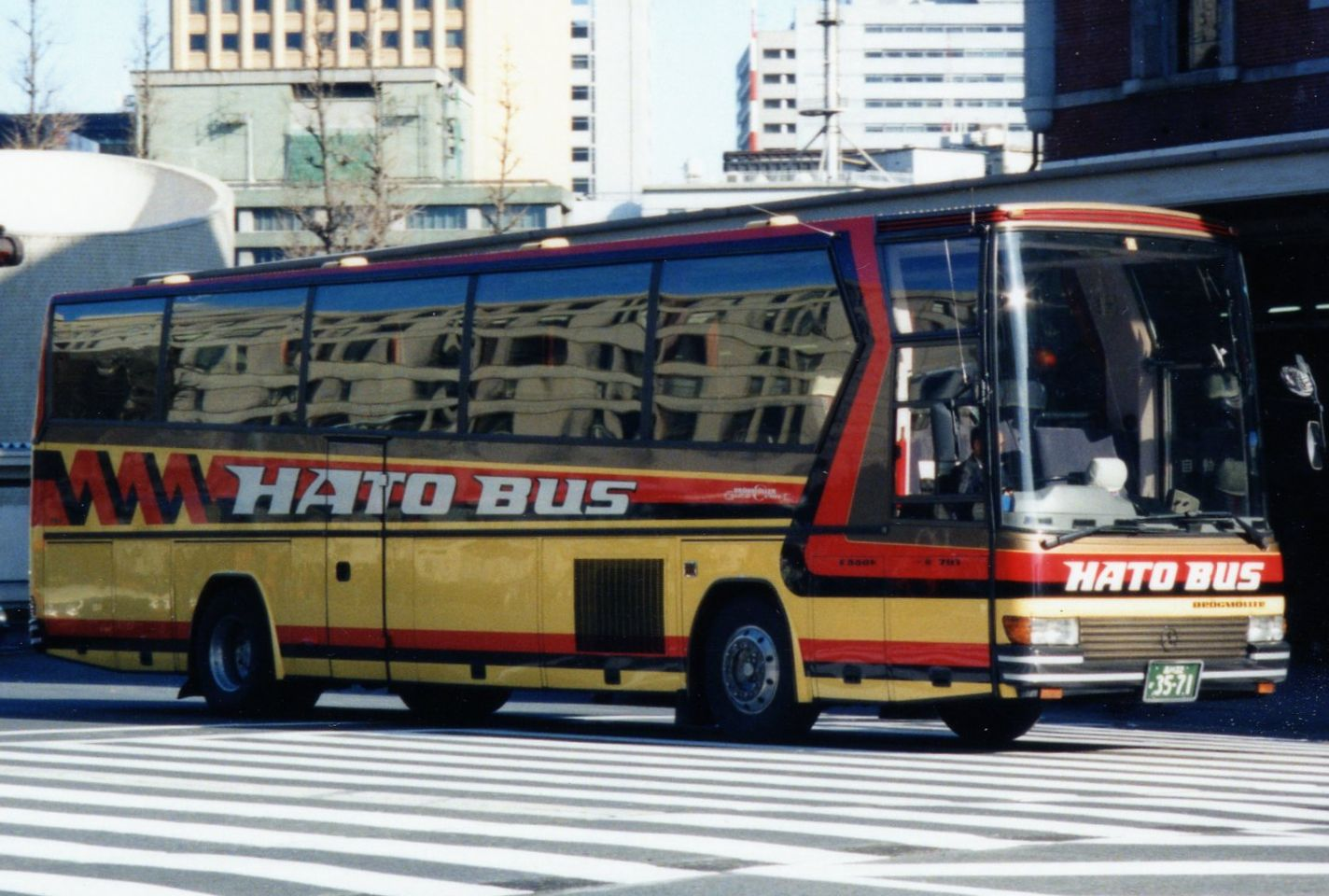
ドレクメーラー・ヨーロコメット
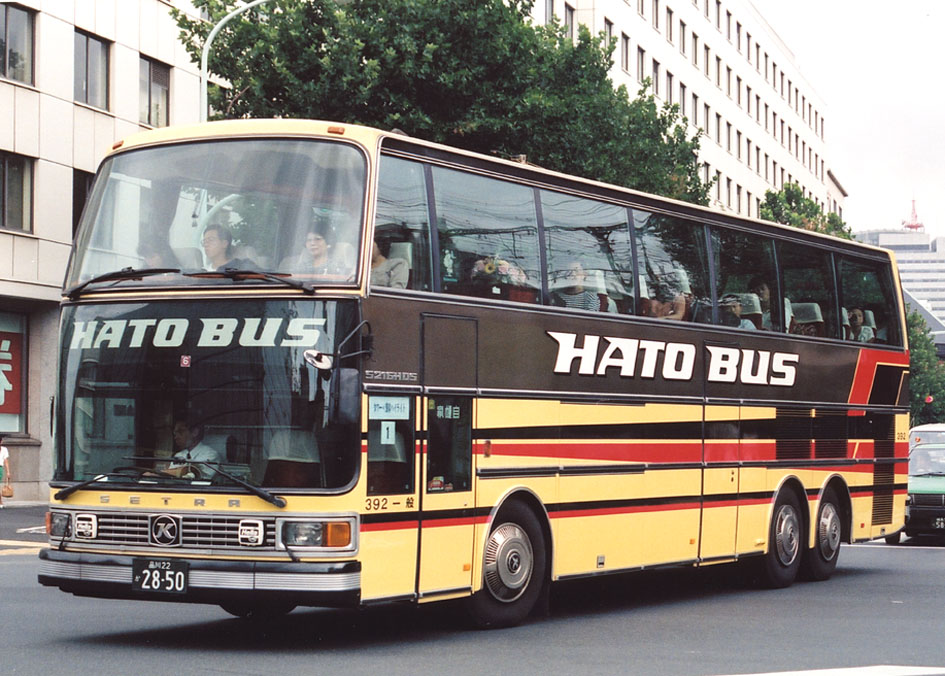
ケスボーラー・ゼトラ
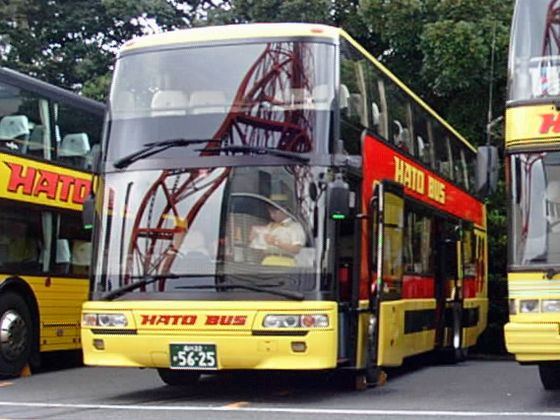
三菱ふそう・エアロキング（1997年式：MU612TA）
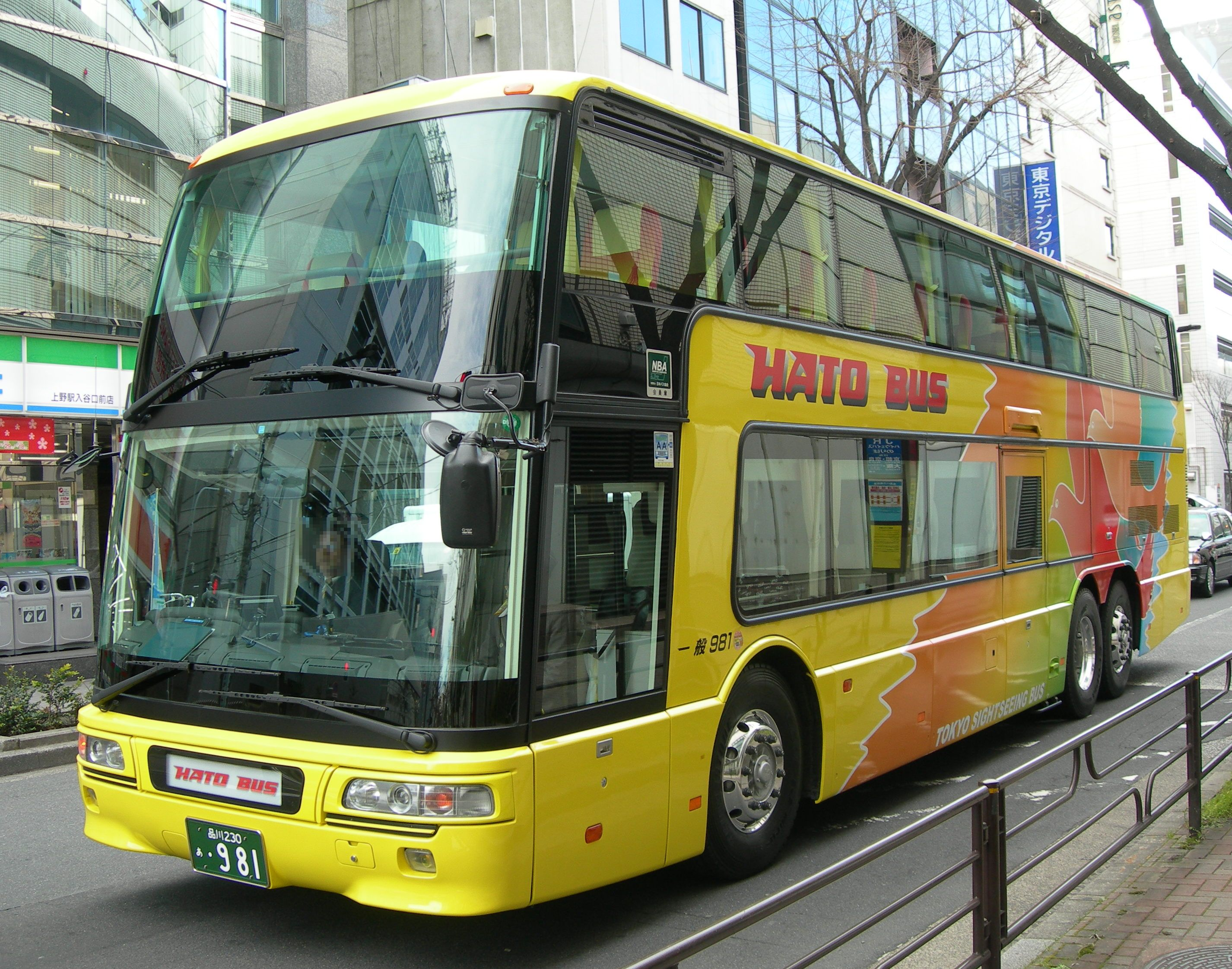
三菱ふそう・エアロキング（2009年式：MU66JS）
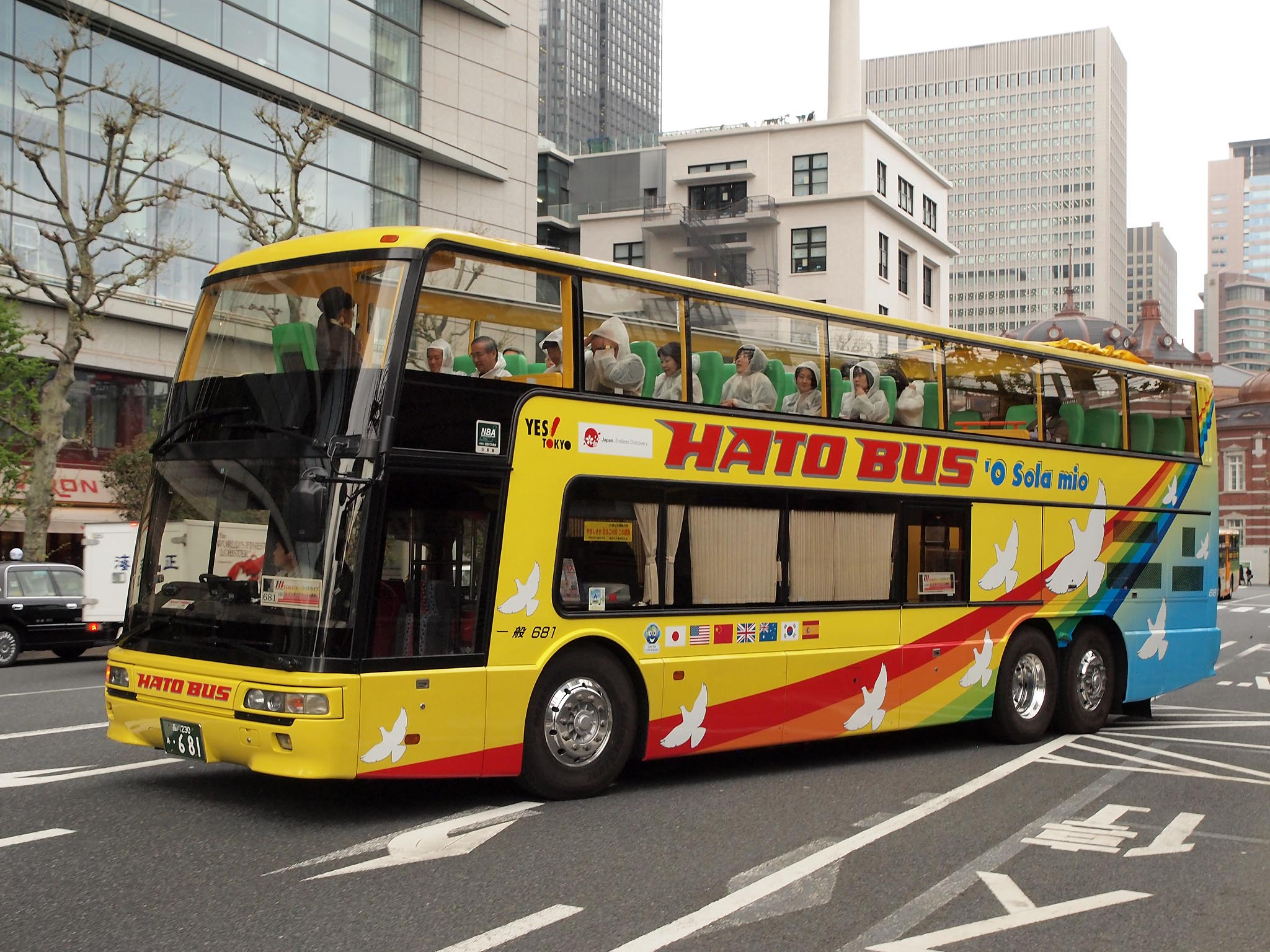
オープンバス「オー・ソラ・ミオ」に改造されたエアロキング（MU612TA）
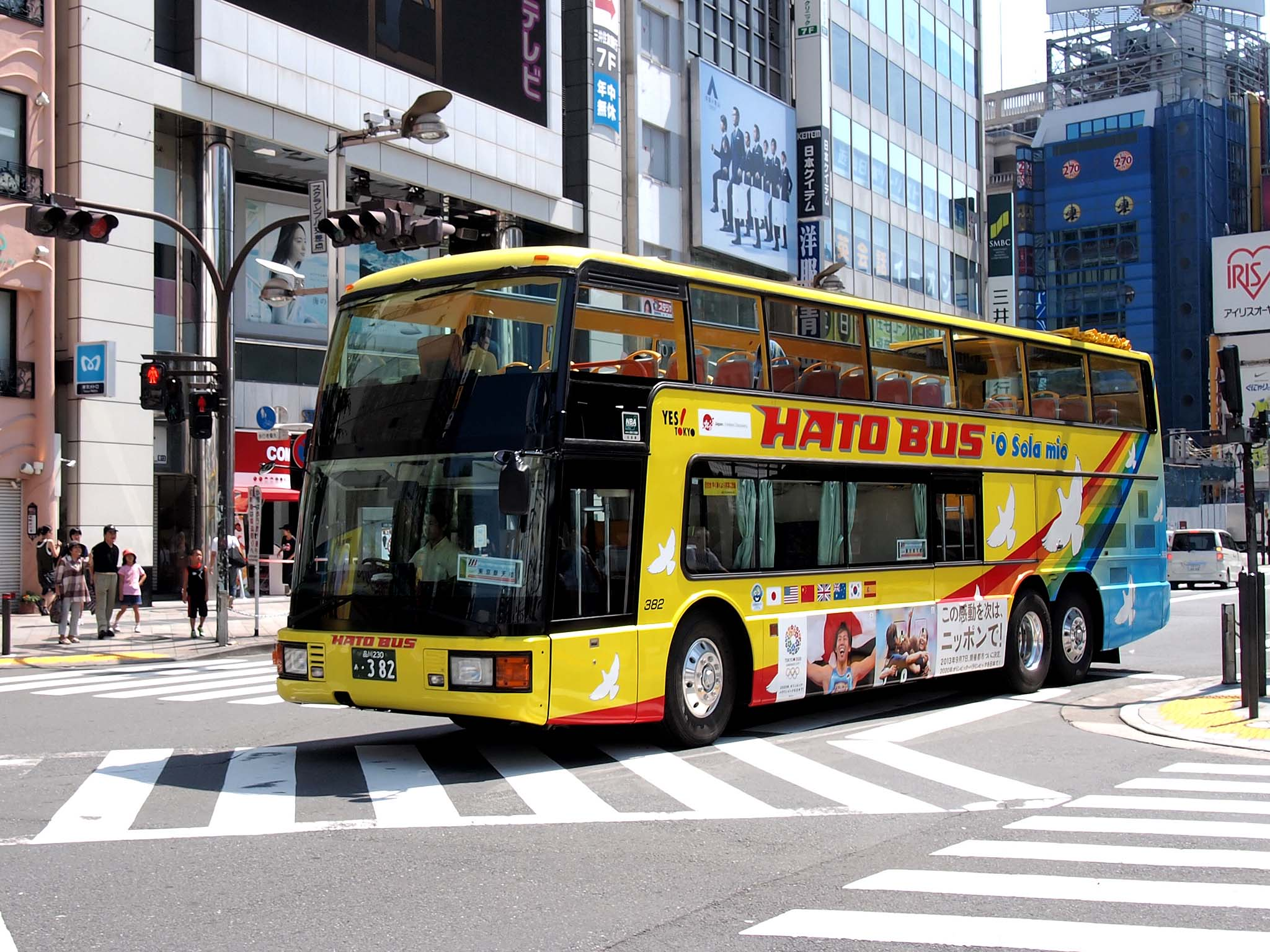
京阪バス譲受車を改造した「オー・ソラ・ミオ」エアロキング（MU525TA改）
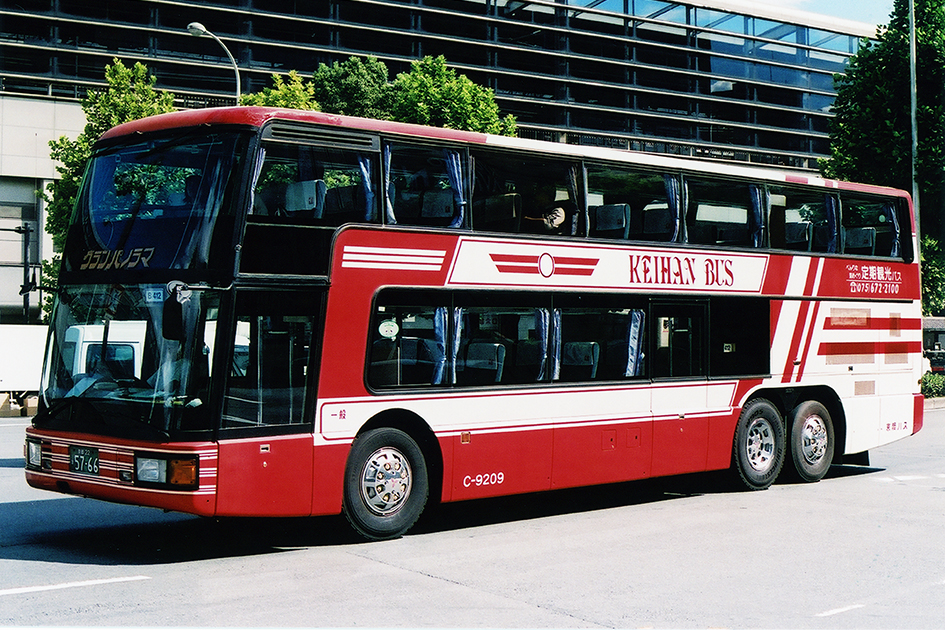
京阪バス時代の「オー・ソラ・ミオ」エアロキング
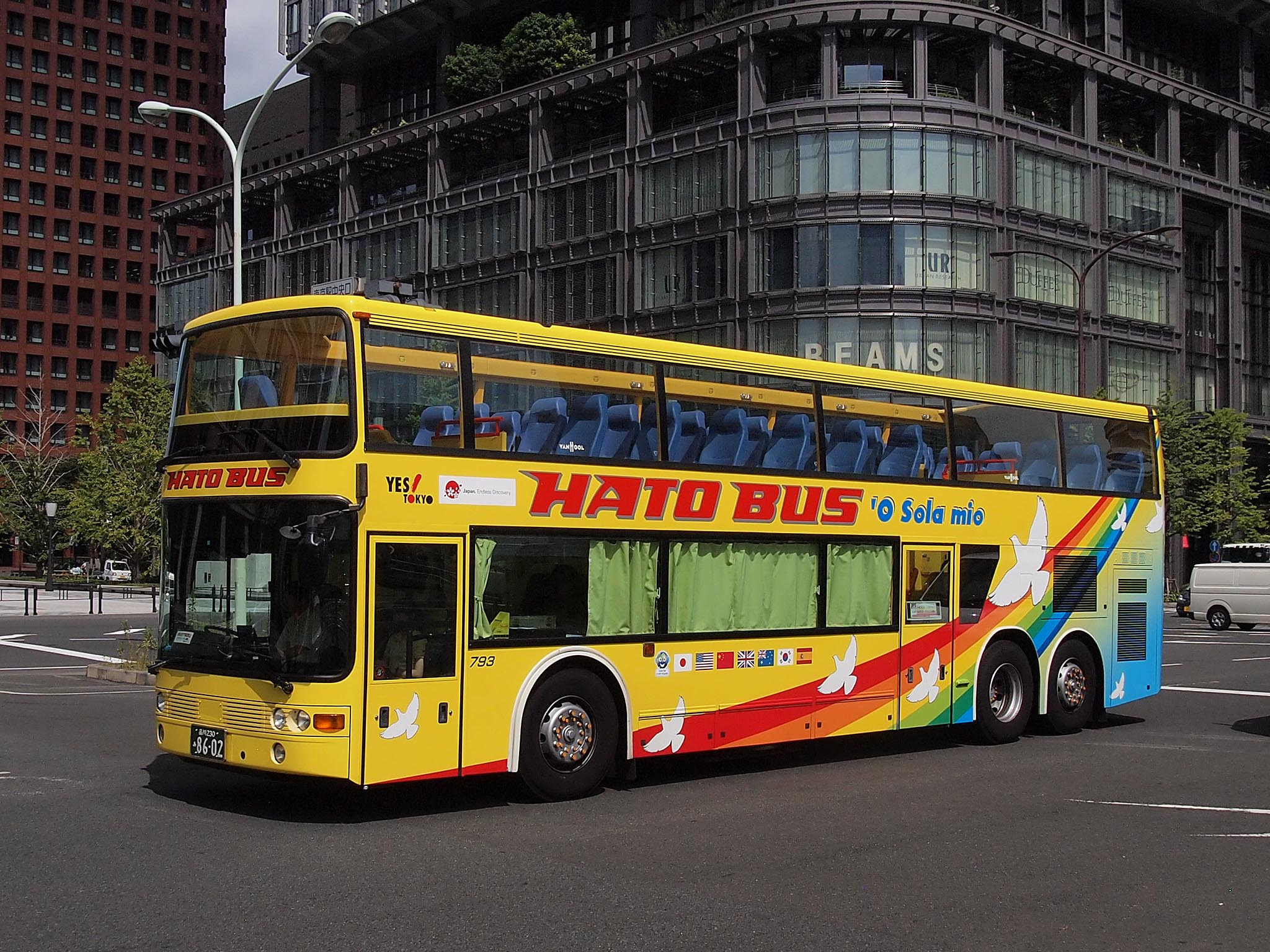
ハローキティバスを経て「オー・ソラ・ミオ」に編入されたアストロメガ(TD824)
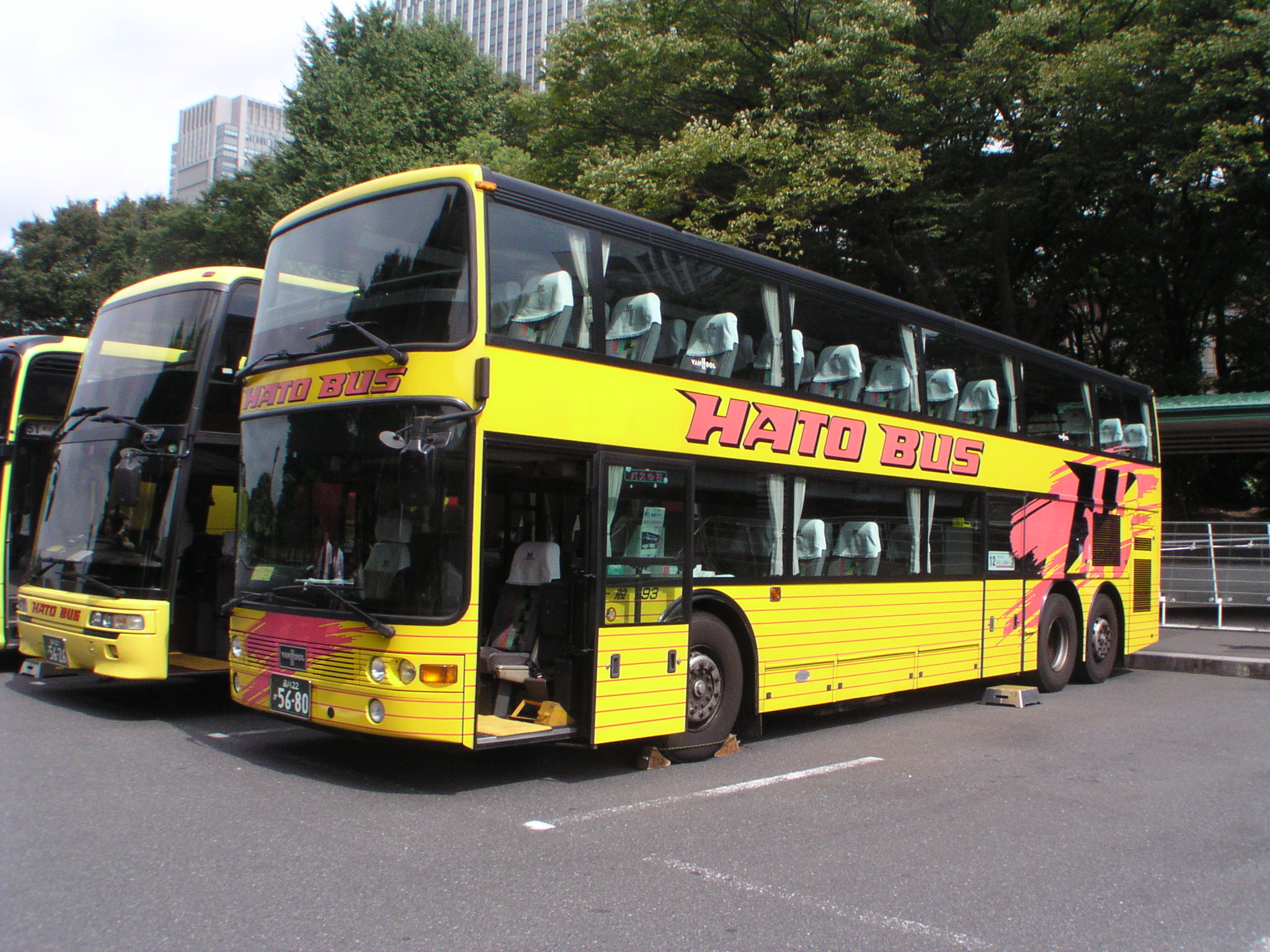
バンホール・アストロメガ（ハローキティバス化前）1997-2004
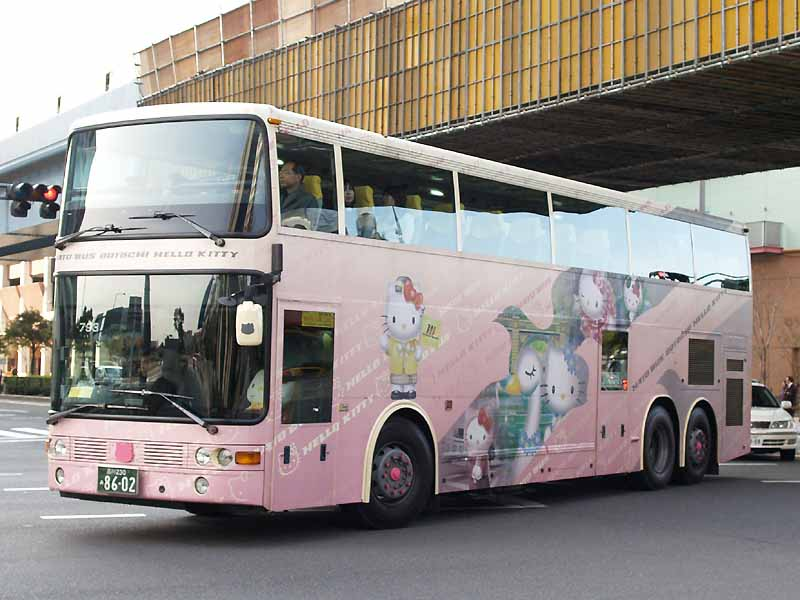
バンホール・アストロメガ（ハローキティバス：ピンク）2005-2006
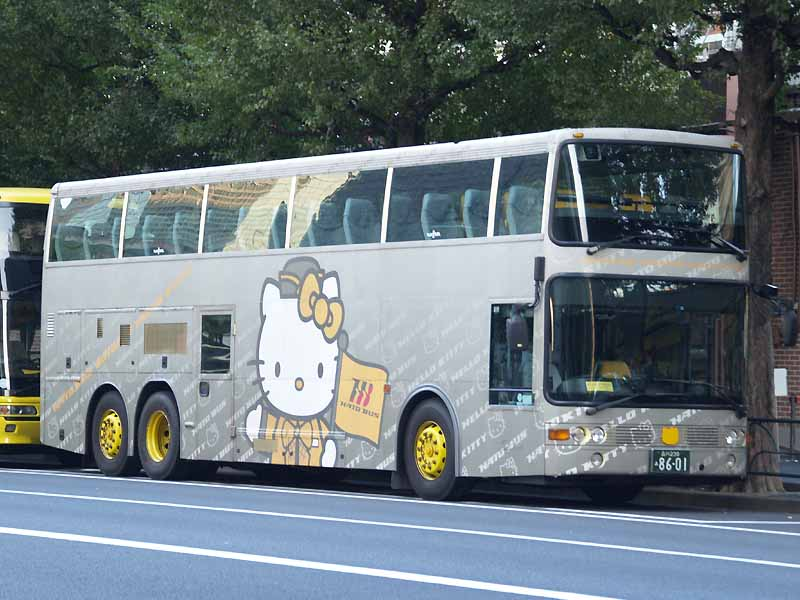
バンホール・アストロメガ（ハローキティバス：グレー）2005-2006
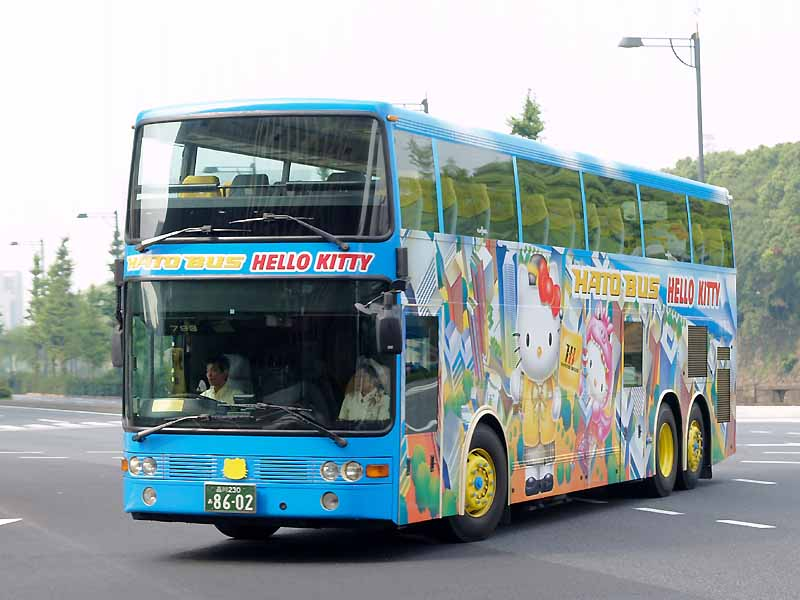
バンホール・アストロメガ（ハローキティバス：ブルー）2007-2008
バンホール・アストロメガ（ハローキティバス：オレンジ）2007-2008
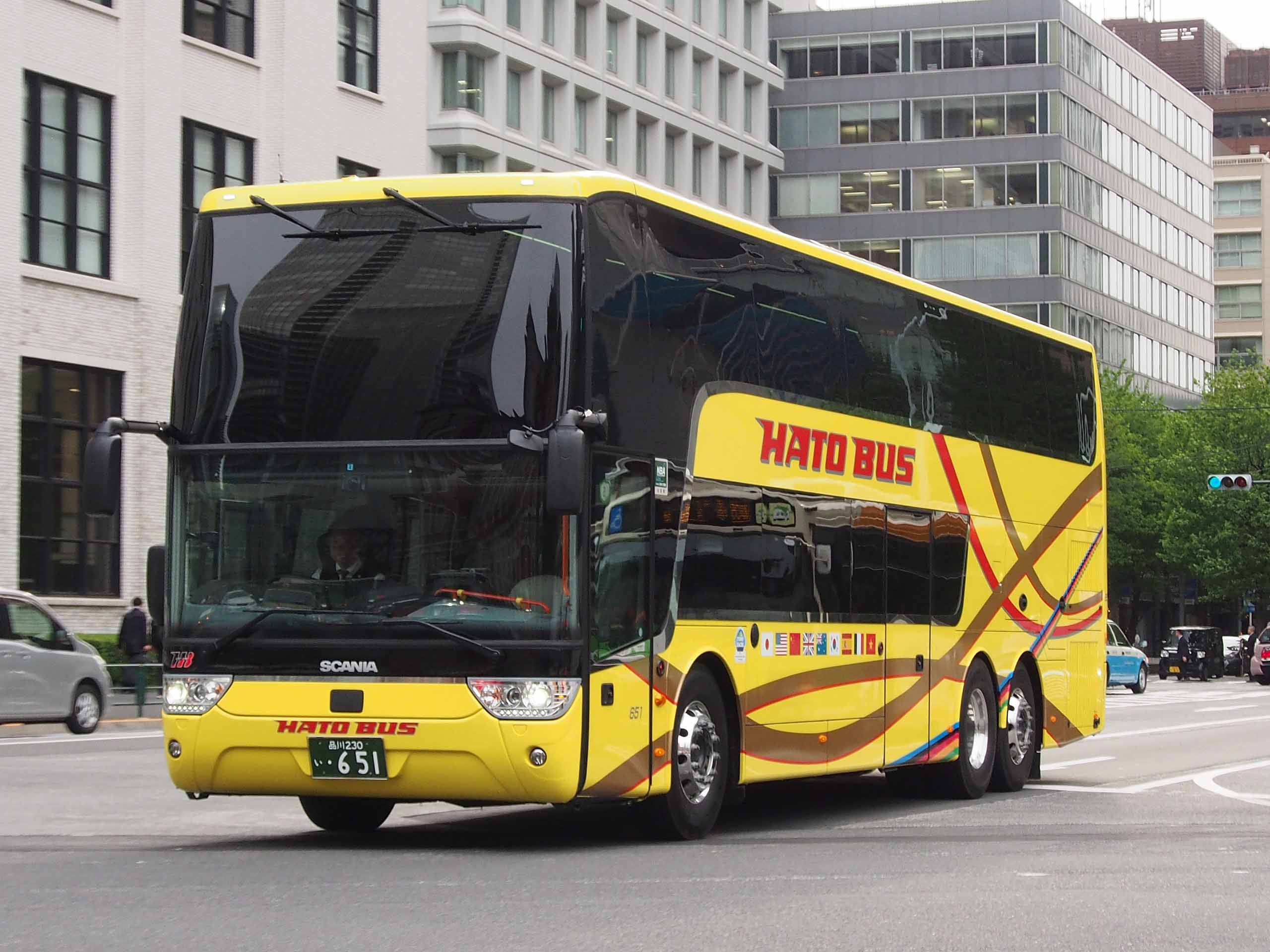
2016年に導入されたバンホール・アストロメガ(TDX24)
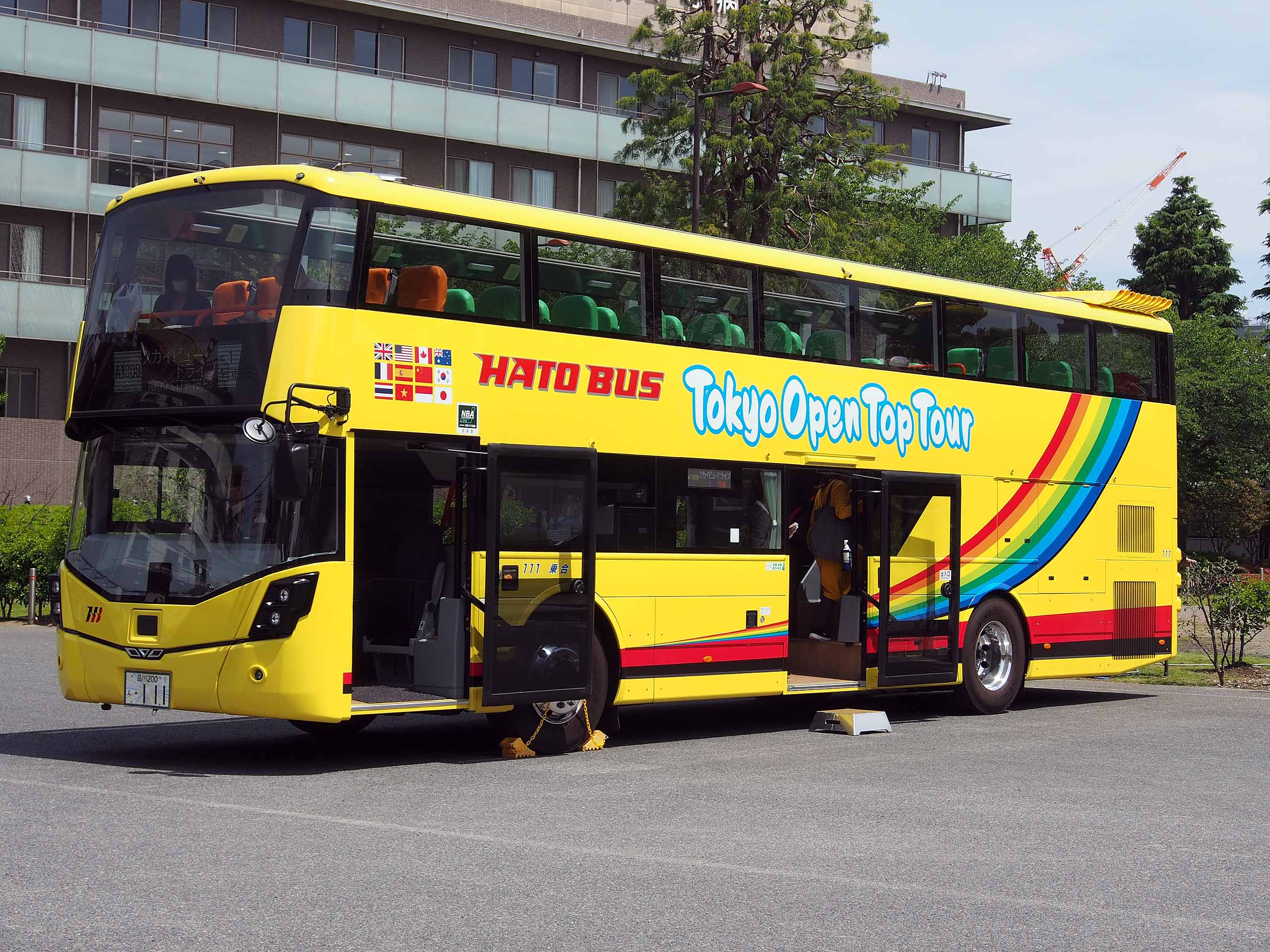
2021年に導入されたライトバス・エクリプスジェミニ3
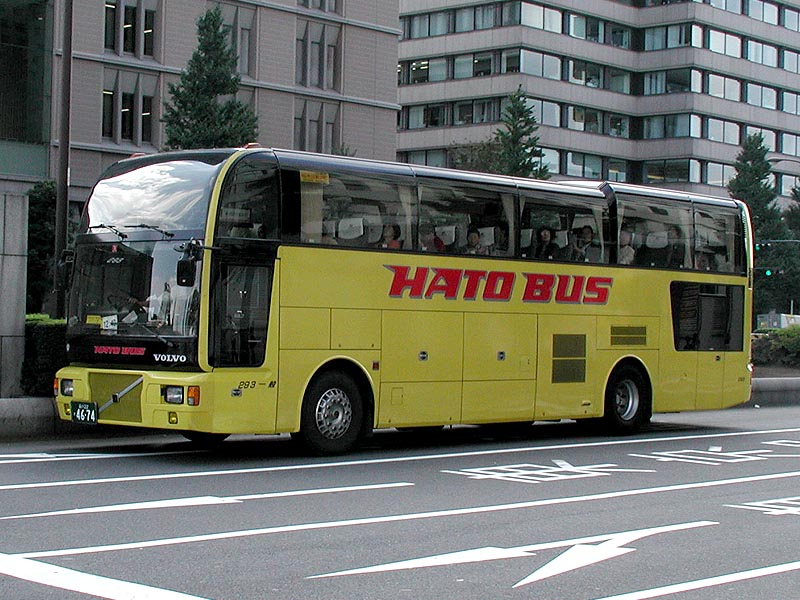
ボルボ・アステローペ（2代目）

### オリジナルバス
はとバスオリジナルのバス車両も存在した。1960年代には、京成自動車工業とヤナセが手がけた2種類の「スーパーデラックスバス」を擁していた。1970年代には、三菱ふそう製大型観光バスに東京特殊車体でボデイを架装した「スーパーバス」と呼ばれる大型窓を備えたバスがあり人気を集めた。最近のものでは、はとバス創立50周年を記念して2001年に2台造られたシアターフロアの特別車「パノラマビューはとまるくん」があり、アステローペと同じボルボ製B10Mシャーシに東京特殊車体製のオリジナルボディを架装したもので、特定の定期観光コースにのみ運行され、2013年に引退し浜通り交通に譲渡された。

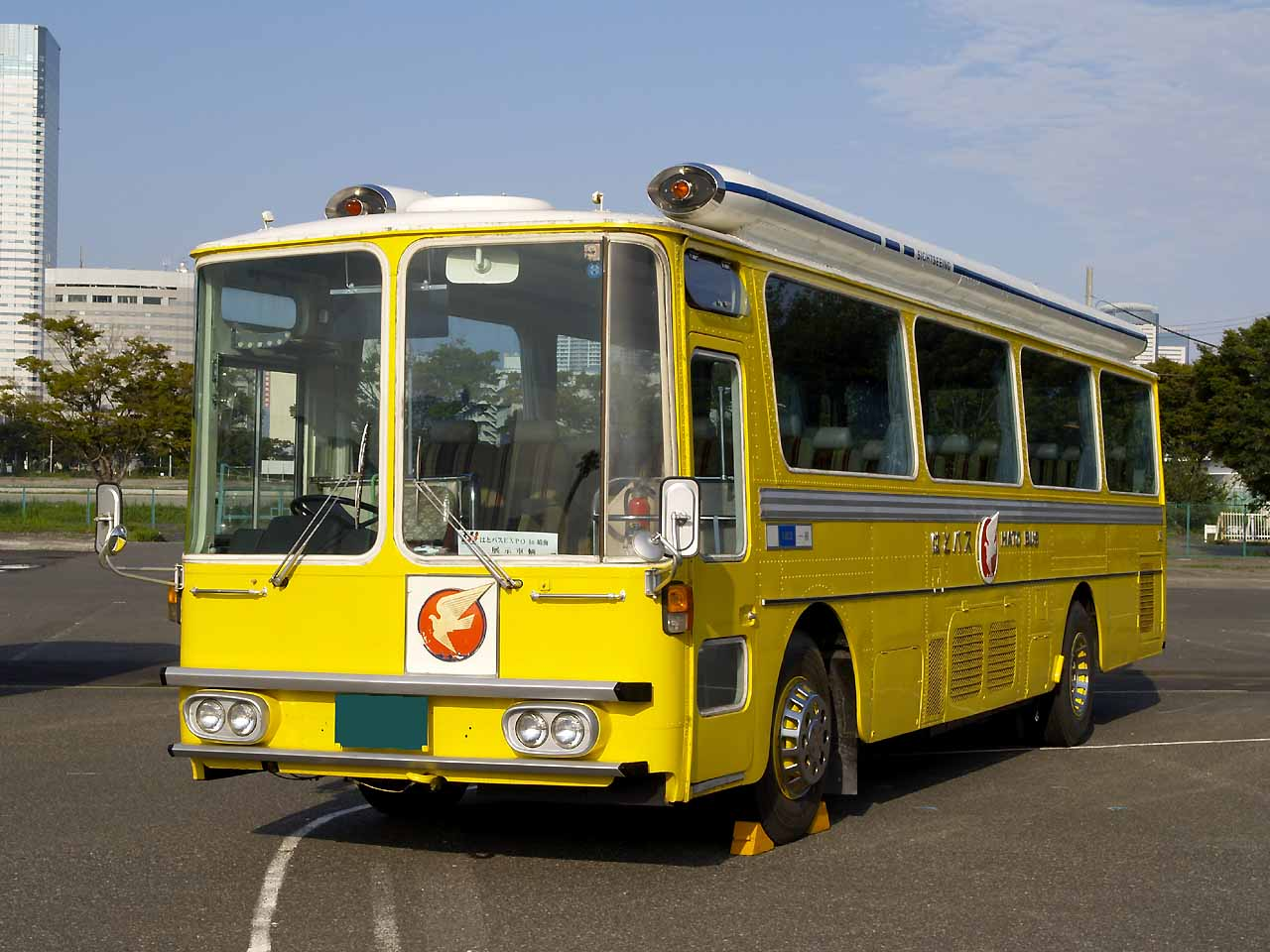
スーパーバス（保存車：三菱ふそう・B915N）
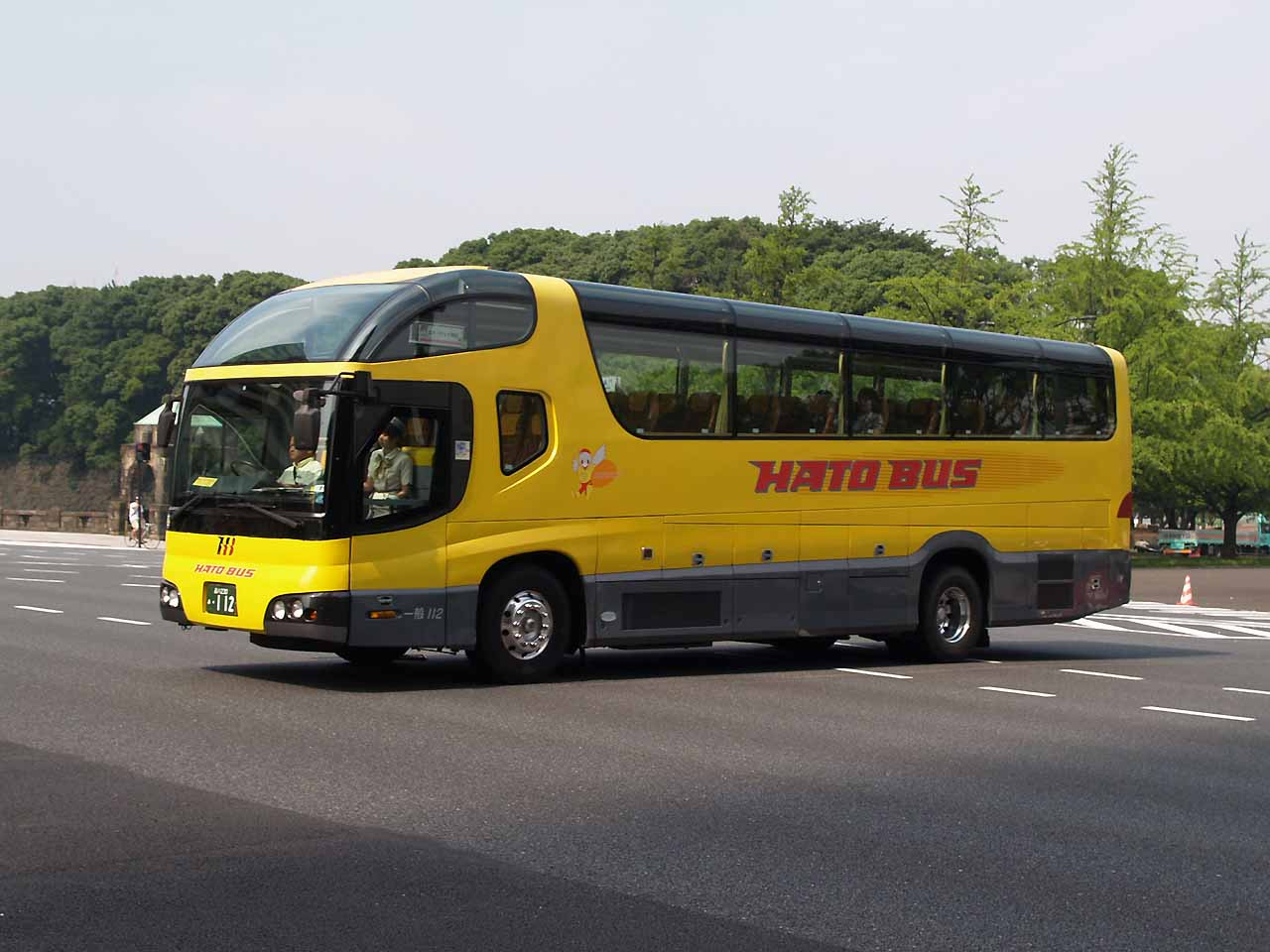
創立50周年記念に製造されたはとまるくん（デビュー当時の塗装）
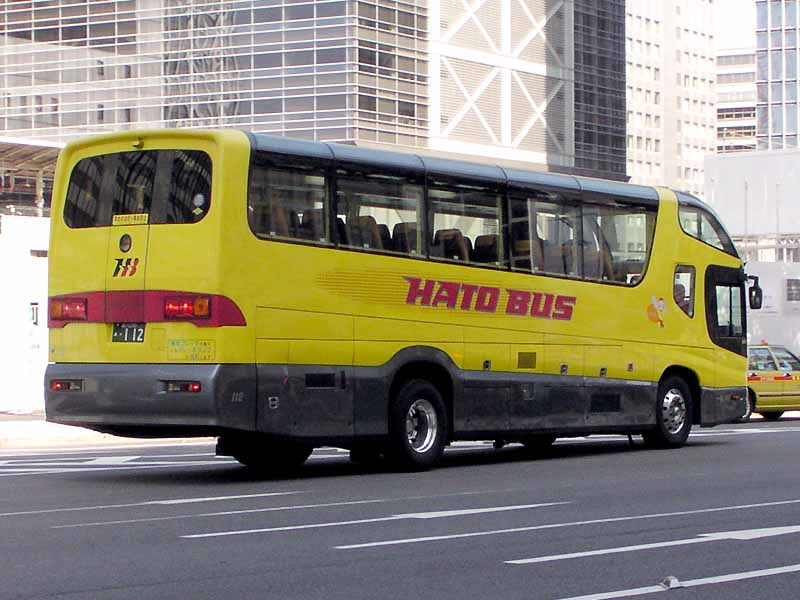
はとまるくんの後部（デビュー当時の塗装）
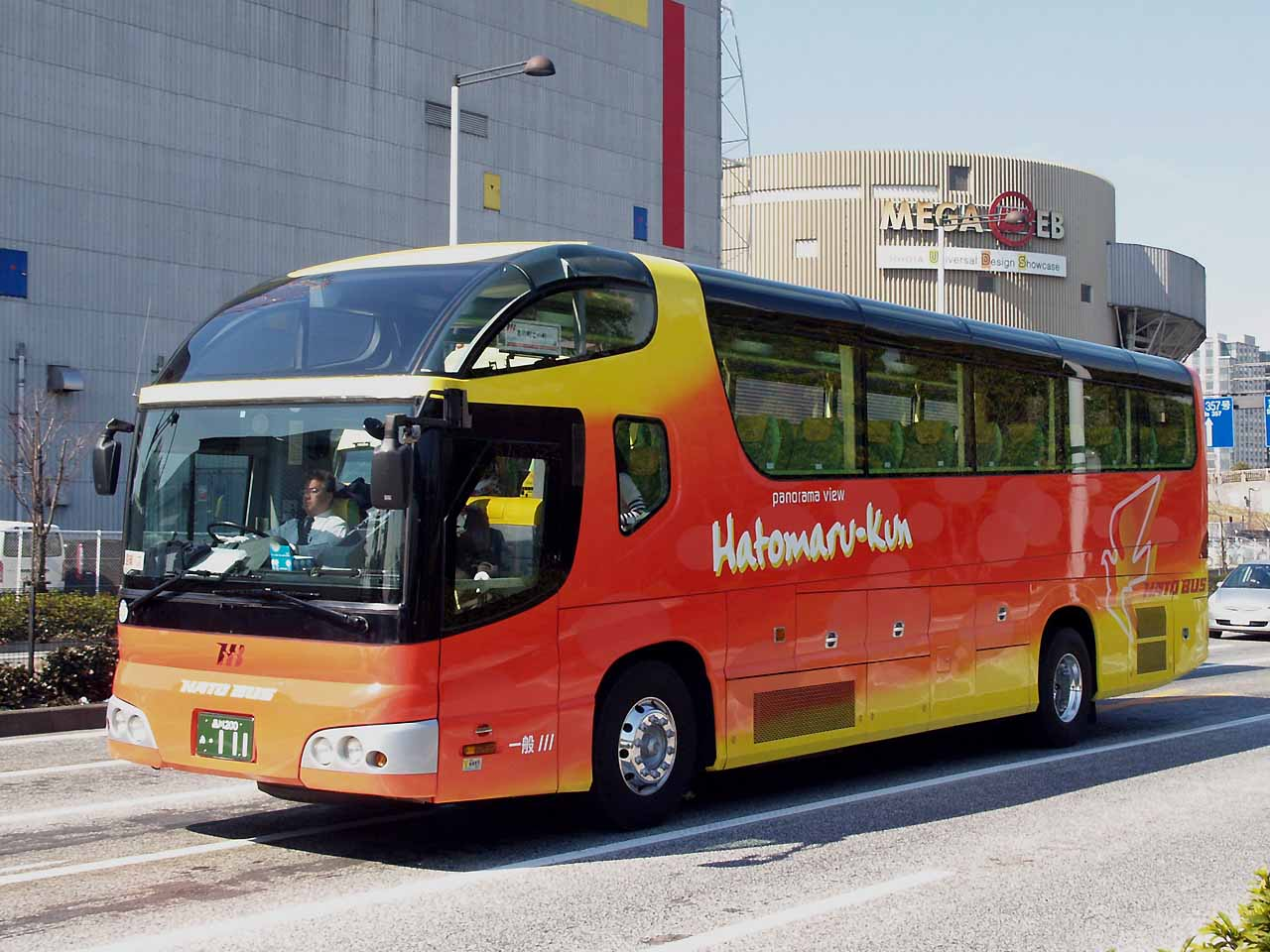
はとまるくん（2007年末の塗装変更後）
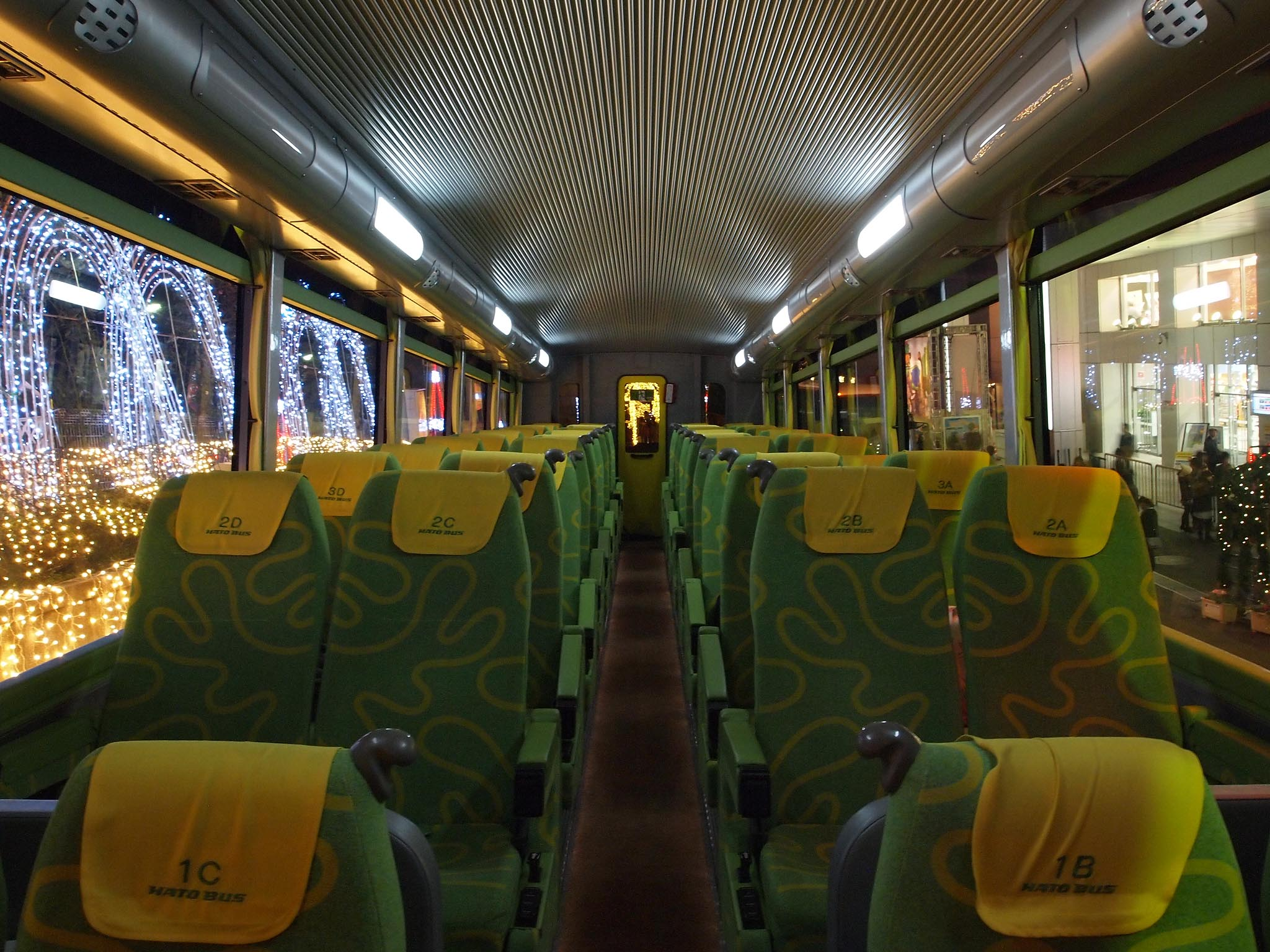
はとまるくんの車内

### ぐるり東京号
1998年に自由乗降制の「ぐるり東京号」として、中型車のいすゞ・ジャーニーK観光仕様（KC-LR233J）が5台導入された。豪華さよりも気楽さを優先したコンセプトから中型車が導入され、GPSによる自動ガイドシステムやプリペイドカード方式の一日乗車券が採用された。あまり振るわなかったため2年で打ち切られ、大森駅 - 平和島の本社送迎バスとして使われた後、売却された。

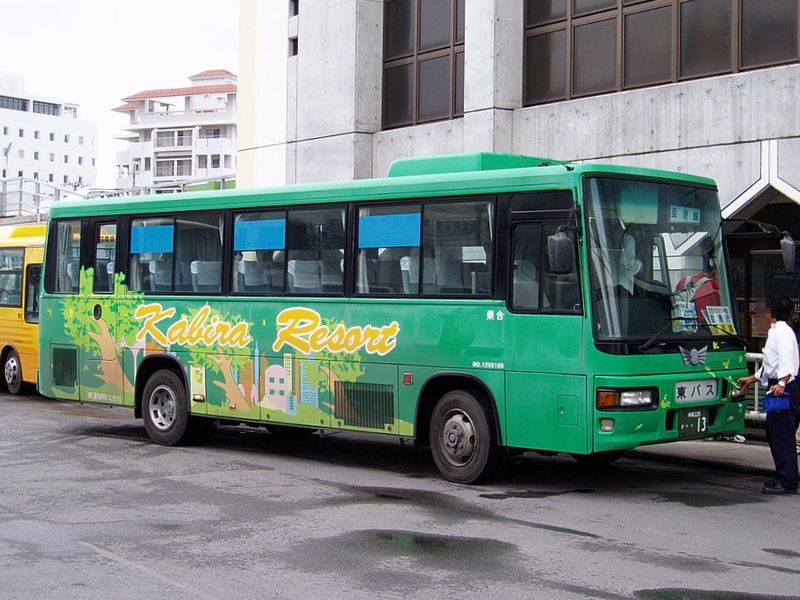
元「ぐるり東京号」の車両（石垣島・東運輸）
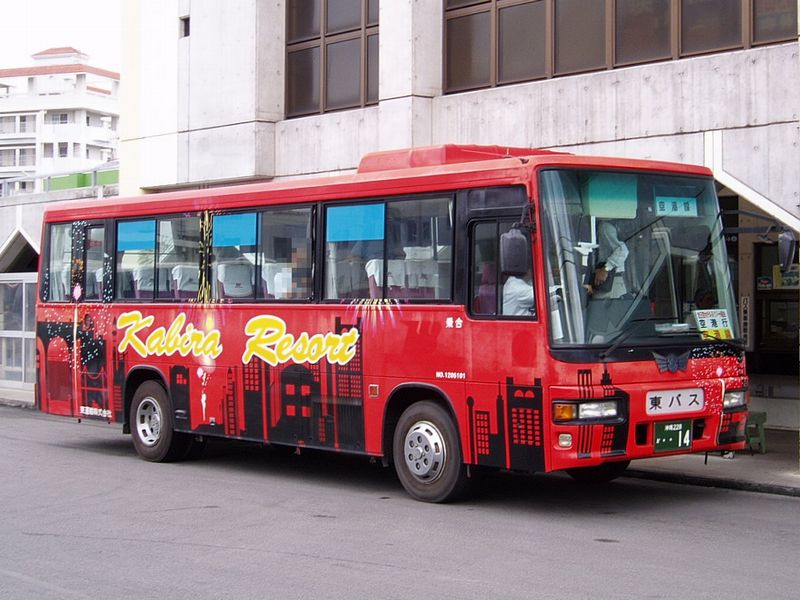
元「ぐるり東京号」の車両（石垣島・東運輸）

### 塗装
前出のスーパーバスを皮切りに、1979年からは基本的に黄色をベースとしているが、屋根を白くしていた。1999年代頃からレモンイエローに改め、屋根も黄色に改めている。2階建て車と輸入車の一部は製造国のドイツおよびベルギーの国旗をイメージして赤と黒をアクセントとしていた。
シンボルマークは昭和時代は赤丸と白い鳩となっていたが、これは東京芸術大学教授の高田正二郎のデザインにより、1950年3月に制定されたものであった。日本を表す日の丸を描き、日の丸の中には皇居二重橋を描くことで基準を東京に置くことを表し、その上に鳩の飛翔する姿を配することで安全かつ快速であると同時に平和を象徴するというものであった。1989年からはHato Busの頭文字を組み合わせ、HとBの縦線部を翼を広げた鳥のようにアレンジした「HBマーク」を採用する。4羽の鳩で「バス、旅行、ホテル、料飲の4部門」、「安全、快適、信頼、繁栄」、「夢、未来、飛躍、旅立」を表現している。
1991年に、当時導入した日野・セレガFCにおいて、濃青色をベースにした車両が導入されたことがあったが、後年黄色ベースに改められている。また、「ぐるり東京」号では黄色ベースではなく1台ごとに異なり、赤・青・緑・水色・桜色をベースにしていた。
2004年には都内定期観光バス運行55周年を記念して、一部車両に1960年代のカラーリングとシンボルマークが再現され、特別コースも運行された。
2008年・2010年・2012年に導入されたセレガハイブリッドでは、外装は黄色から緑へのグラデーション、内装は緑を基調に木目風の床を採用していた。2013年度からはレガート仕様を除いて黄色をベースに複数の白鳩と地球が描かれるデザインに変更され、旧塗装車も変更された。
オープントップバスでは前輪の後ろから2階席後部にかけて虹をイメージした7色のラインを配している。
2014年・2015年に登場したピアニシモIIIでは、漆黒をベースに車両ごとに金色・銀色・青の水引をイメージしたラインを配している。水引のラインは同時期に登場したレガートにも採用されている。

## 歴代社長
はとバスの社長ポストは東京都の元高級幹部職員が多いとされる。
- 宮端清次 - 東京都・交通局長（1998年就任）
- 金子正一郎 - 東京都・交通局長（2011年9月就任）
- 中村靖 - 東京都・交通局長、都知事本局長（2019年9月就任）
- 塩見清仁 - 東京都・主税局長（2020年10月就任）
- 武市玲子 - 東京都・交通局長（2023年4月就任）

## 都営バス業務受託
東京都が筆頭株主であることもあり、2003年度の杉並を皮切りに都営バスから路線バス運行業務を受託している。はとバスは定期観光バスが乗合事業としてすでに営業しているため、受託のために都営バスから譲渡された一般路線はない。
- 小滝橋営業所杉並支所
- 江戸川営業所臨海支所
- 南千住営業所青戸支所
- 品川営業所港南支所
- 渋谷営業所新宿支所

## 関連事業

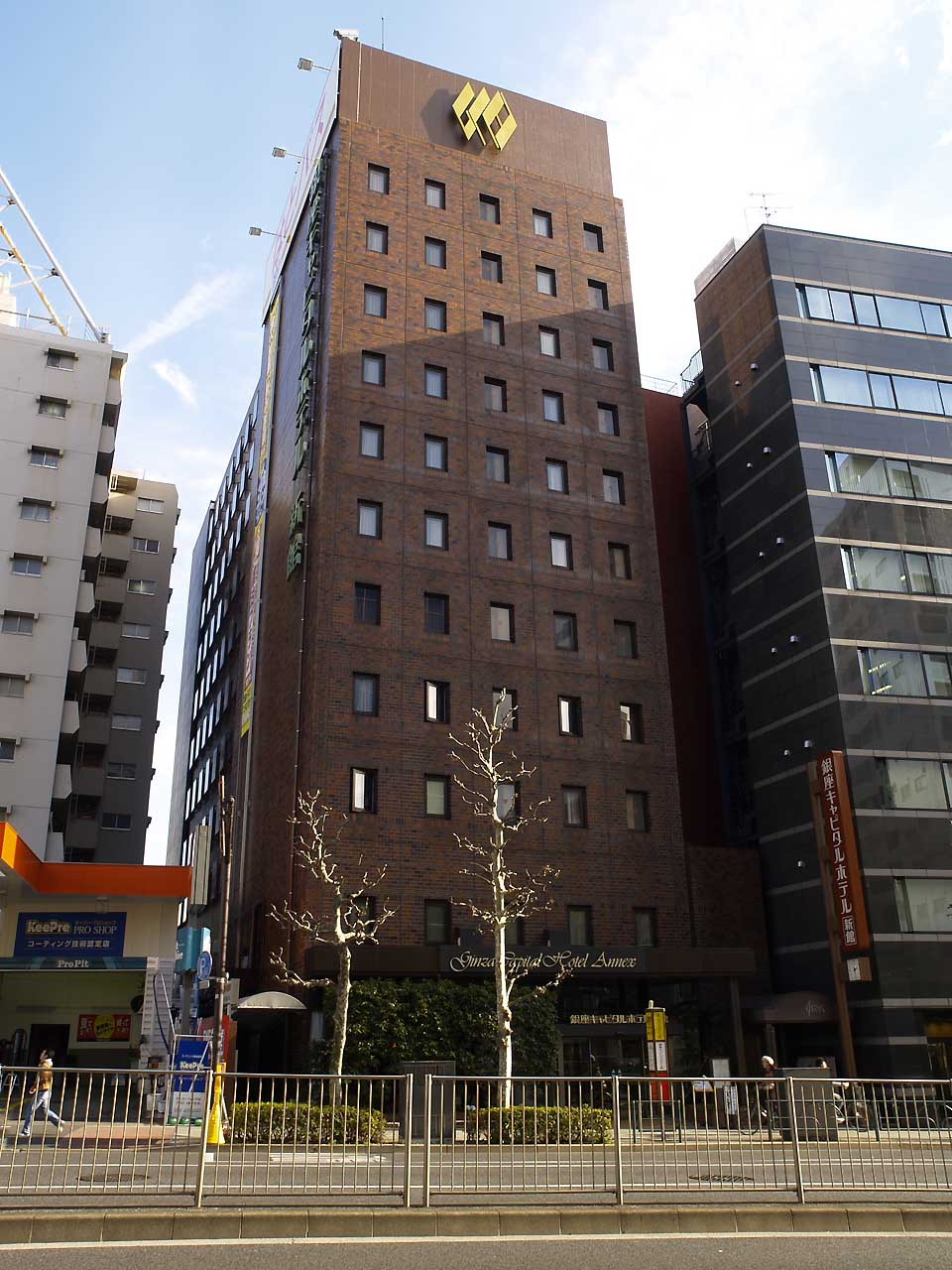
銀座キャピタルホテル新館（現　銀座キャピタルホテル　茜）

- 銀座キャピタルホテル
中央区築地にある直営のホテル。定期観光や募集型企画旅行のコースによってはオプションでホテルから東京駅丸の内南口への送迎を組み込むことができる。「茜」（旧：新館）、「萌木」の2館がある。かつては本館も存在したが、2021年に閉館した[33]。
- はとバス興業
田町交通ビルの日本料理店「和膳 道灌かがり」を運営する。
- シーライン東京
東京港の日の出桟橋を拠点にレストラン船「シンフォニー」を運行する。
- はとバスエージェンシー
オリジナルグッズの企画・販売、広告代理店、保険代理店など

この他、JTBも株主になっているためか、有楽町の東京交通会館にJTBの代理店を設置していたが、2011年に閉店した。

## イメージガール
2006年からイメージガールを採用している。パンフレットやポスターに、バスガイドの制服姿で登場している。歴代のイメージガールは以下の通りである。
1. 木谷真美（2006年 - 2009年春）
2. 村上ひさ子（2009年 - 2011年）[34]
3. 平田菜津美（2011年 - 2013年）[35][36]
4. 高田桃衣（2013年 - 2016年）[37]
5. 星野礼奈（2016年 - 2017年）[38]
6. 浅古あいり（2017年 - 2018年）[39]
7. 稲葉千晴（2018年 - ）[40]

## イメージソング
- 東京のバスガール（初代コロムビア・ローズ）
- 東京夜景（ダイアー・リン、後の真唯林）
- 走れ!未来をのせて（ダイアー・リン）
  - ダイアー・リンが歌う2曲は、1999年に定期観光バス運行50周年記念として制定された。
- 夢のバスガール（三代目コロムビア・ローズ）

## その他
- 同社に毎年入社するバスガイドには地方の高校を新卒して就職した者も多くいる。しかし、観光バスとしての性格上、国民の祝日は書き入れ時となるため、成人を迎えても自治体等が行う式典には参加できない人が多い。そのため毎年、会社で独自に成人式を行っている。但し2020年・2021年は新型コロナウイルス感染症の影響で中止された[41]。
- 2006年から横浜市交通局の定期観光バス『横濱ベイサイドライン』にも同社のガイドが乗務していた。
- 車両の一部は、みずほ信託銀行（みずほフィナンシャルグループ発足前は安田信託銀行）の信託車両で、1962年から実施されている。
- 浅草・浅草寺境内裏に、はとバス専用駐車場がある。なお、他の会社の観光バスは駐車できない。
- 毎年9月頃に日本テレビの『news every.』の特集コーナーで、同社の新人バスガイドのドキュメントが放送されている。

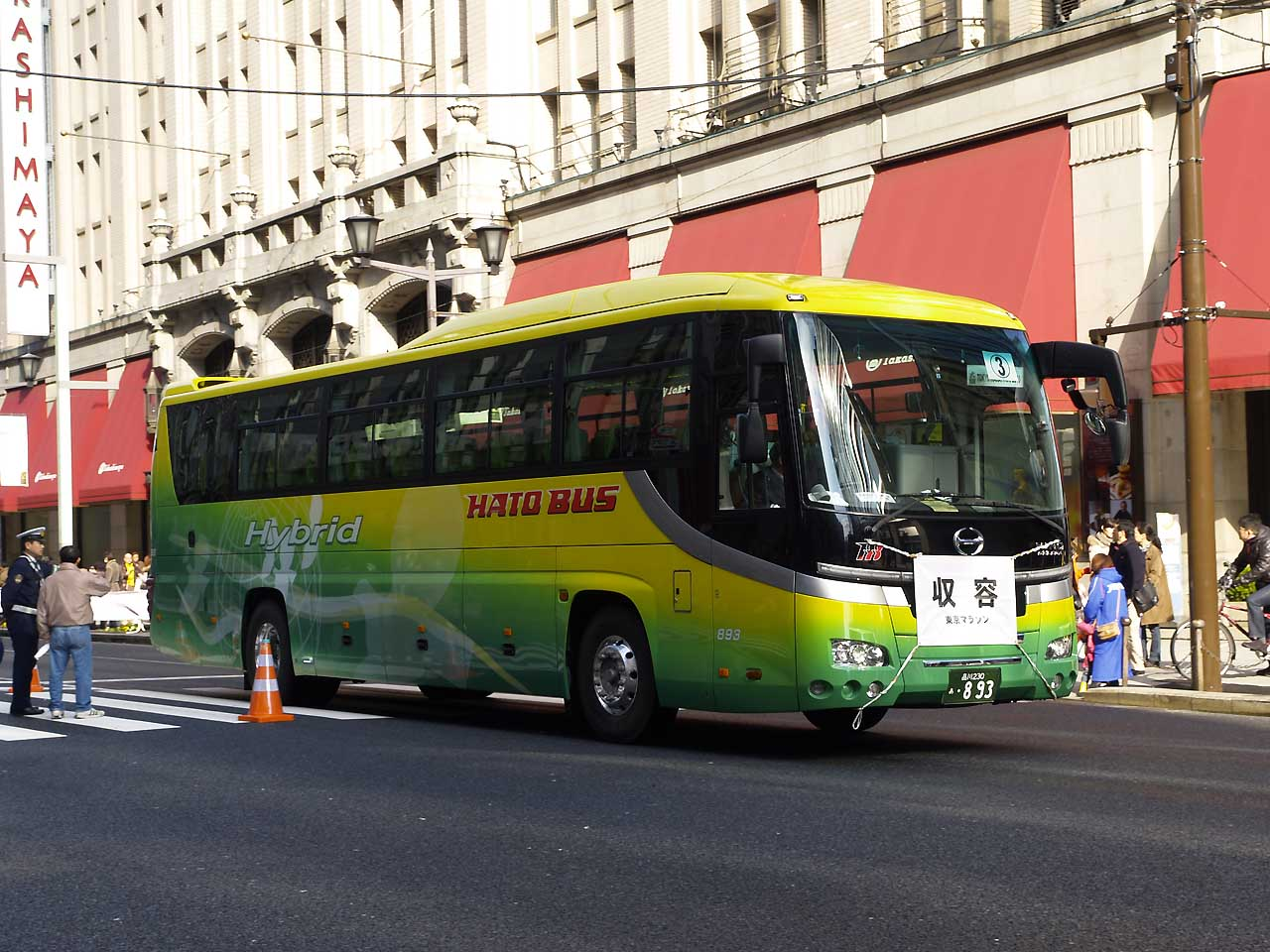
東京マラソンの選手収容車両として動員されたセレガハイブリッド

- 東京マラソン開催日には交通規制が敷かれる関係で、大会当日の日中に運行される都内定期観光コースの多くは運休される。一方で東京マラソンにスポンサー参加しており、運休で浮いた車両と乗務員を生かして選手や関係者用のバスを運行する形で携わっている[42]。
- 関西地区での知名度向上などのため、2009年7月18・19日に、南海電気鉄道と協力して、大阪市のミナミ（難波周辺）を東京の名所と比較（例・通天閣と東京タワー、木津卸売市場と築地市場）しながら案内する無料バスツアーが開催された[43]。